# الهجوم على صحيفة شارلي إبدو

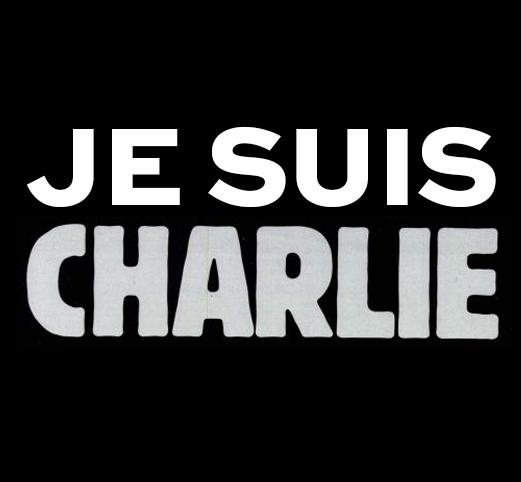
عبارة انتشرت لدى مخلتف مكونات الشعب الفرنسي لدعم شارلي إبدو وهي تعني «أنا شارلي» (Je Suis Charlie) واستخدمه الشعب والإعلاميون والموظفون والسياسيون.

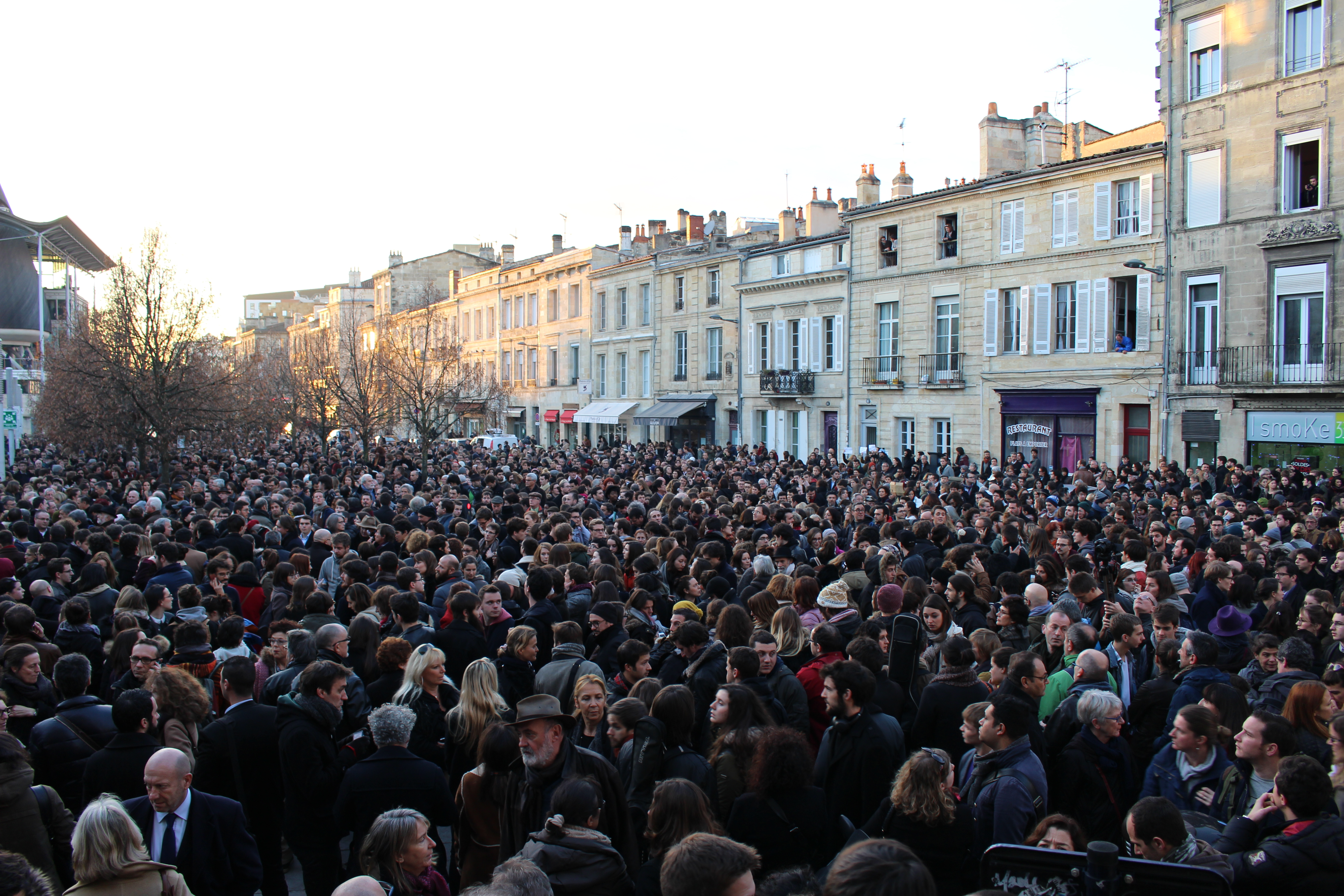
تجمهر داعم للمجلة ومناهضة لهذه العمليات في مدينة بوردو، وكانت قد أقيمت العديد من مثل هذه الوقفات في أغلب مدن البلاد.

الهجوم على صحيفة شارلي إبدو هو هجوم وقع باقتحام ملثمين اثنين مقر الصحيفة الساخرة شارلي إبدو في باريس في 7 يناير 2015 بحدود الساعة 11 صباحًا بتوقيت وسط أوروبا. أدى هذا الهجوم إلى مقتل 12 شخصاً وإصابة 11 آخرين. دخل المسلحون المبنى وبدأوا إطلاق النار من أسلحة كلاشنكوف. 
 في 14 يناير ظهر تسجيل مصور تبنى فيه تنظيم القاعدة في جزيرة العرب العملية وقال فيه المتحدث باسم التنظيم أن العملية تمت بأمر زعيم التنظيم أيمن الظواهري.
قامت في فرنسا مسيرات تحت اسم مسيرة الجمهورية مدعومة بمسيرات في مدن أخرى في العالم. هذه المسيرات أصبحت الأكبر في تاريخ البلاد حيث ناهزت 000 700 3 مشارك منهم حوالي مليوني في باريس وحدها، المسيرة المقامة في باريس شارك فيها حوالي 50 من قادة العالم.

خلف الهجوم واليومين اللذان تلاه 20 قتيلا في باريس وضواحيها، وذلك في عدة هجمات مختلفة، بينهم مرتكبي الهجمات الثلاث، سعيد كواشي وشريف كواشي وأميدي كوليبالي. 12 في هجوم شارلي إبدو، 4 في احتجاز رهائن بورت دو فإنسان، و1 في حادثة اطلاق النار في مونروج. هي أكبر حصيلة قتلى تتلقاها فرنسا منذ عقود.

## السياق
«شارلي إبدو» أو «شارلي الأسبوعية» هي صحيفة ساخرة أسبوعية، تصدر في باريس، موضوعاتها الرسوم والتقارير والمهاترات والنكات. وتتسم منشوراتها بأنها غير وقورة وغير ملتزمة. كما أنها يسارية التوجه وتنشر مقالات عن اليمين المتطرف والكاثوليكية والإسلام واليهودية والسياسة والثقافة وغير ذلك. كان ظهورها الأول ما بين عامي 1969 و1981، ثم توقفت وأعيدت مرة أخرى عام 1992. ويشار إلى أن «ستيفان تشاربونيير» كان محرراً فيها منذ 2012 حتى مقتله في هذا الحادث.
في 2011 غطّت الصحيفة قضية نشر رسوم النبي محمد الكاريكاتورية، ما أدّى إلى إطلاق النار على مكاتب الصحيفة الواقعة في منطقة الدائرة العشرين في باريس، كما تعرّض موقعها الإلكتروني للاختراق. في السّنة التالية، وتحديدًا إثر هجمات السفارات الأمريكية 2012، قامت الصحيفة بإعادة نشر سلسلة من الرسوم الكاروتينية الساخرة عن النبي محمد، ما دفع شرطة مكافحة الشغب إلى محاصرة مكاتب الصحيفة لحمايتها من الهجمات المحتملة، وكانت فرنسا قد أغلقت السفارات والقنصليات والمراكز الثقافية والمدارس الدولة التابعة لها في 20 دولة في العالم الإسلامي.

## الأحداث والتفاصيل
دخل رجلان ملثمان يلبسان لباساً أسود لمقر صحيفة شارلي إبدو حوالي الساعة 11:30 صباحاً بتوقيت فرنسا، مسلحان ببنادق اقتحام من نوع إيه كيه-47، وكانا قد أخطأ المكان، إذ دخلا للبناية رقم 6 ثم توجها صحيحاً إلى البناء رقم 10 في شارع نيكولا أبير (Nicolas-Appert). حسب الرسامة كوكو (كورين ري)، فقد كان المسلحان قد هدداها لتفتح باب البناية الذي يفتح بالشيفرة، وهو ما قامت به، بعدهاتوجها لقاعة الاجتماعات حيث كان كل الضحايا مجتمعين، فقتلوهم. بعد ذلك خرج المسلحان ولقيا رجل أمن مترجل فأصاباه بالرصاص فسقط جريحًا فقال له أحد المسلحين «أتريد قتلي» (?Tu veux me tuer) فرد عليه الشرطي «لا، يكفي يا سيدي» (!Non, c'est bon chef)  فضربه المسلح بالرصاص في رأسه فمات، وهتف أحدهما بقول «لقد انتقمنا للنبي محمد!» والثاني قال «لقد قتلنا شارلي إبدو!» ، ثم توجها إلى سيارة سيتروين سي 3. بعد ذلك في شارع ريتشار لونوار قابل المسلحان سيارة شرطة فنزلا واشتبكا معها وجرحوا عدة رجال شرطة، وكذلك بعد ذلك اشتبكوا مع سيارات شرطة في مرتين مختلفتين وغيروا سيارتهما مرتين أخريين ثم بعد ذلك اختفوا حتى اللحظة. 

في النهاية، قتل 12 شخص منهم 8 صحفيين، بالإضافة إلى اقتصادي، وحارس خاص وموظف استقبال ورجل أمن. كذلك تم جرح 10 آخرين. 

فُعِّلت في نفس الوقت خطة فيجيبيرات (Plan Vigipirate) من قبل الحكومة الفرنسية إلى الدرجة القصوى وهي «إنذار هجوم» (Alerte attentat) في كامل منطقة إيل دو فرانس وانتشر رجال الجيش والشرطة انتشارًا كبيرًا في كل مناطق باريس وضواحيها، خاصة في وسائل النقل ووسائل الإعلام والمحلات التجارية والمناطق السياحية. 

كان هذا الحادث أعنف هجوم تتعرض له فرنسا منذ مجزرة باريس عام 1961 أثناء ثورة التحرير الجزائرية، وأسوأ هجوم في وقت السلم

## الضحايا

### القتلى
انتهى الهجوم بقتل 12 شخصا، بينهم ثمانية أعضاء من قاعة تحرير الصحيفة، وهم الرسامين جان كابو، ستيفان شاربونييه، برنار فيرلاك، فيليب أونوريه وجورج فولينسكي، والاقتصادي برنار ماري (الذي يوقع تدخلاته في الصحيفة تحت اسم «أونكل برنار» أو «العم برنار»)، والمصحح مصطفى أوراد، وكذلك إلزا كايا وهي محللة نفسانية وكاتبة، ثم ضيف من أسرة التحرير ميشال رونو، وكذلك فريديريك بواسو وهو عامل نظافة من شركة سودكسو. 

الشرطيين المقتولين هما الشرطي أحمد مرابط  (42 سنة، فرنسي مسلم من أصل جزائري. من مركز شرطة الدائرة 11)، والآخر فرانك برينسولارو (48 سنة، حارس شخصي لشاربونييه من خدمة الحماية برتبة ضابط).

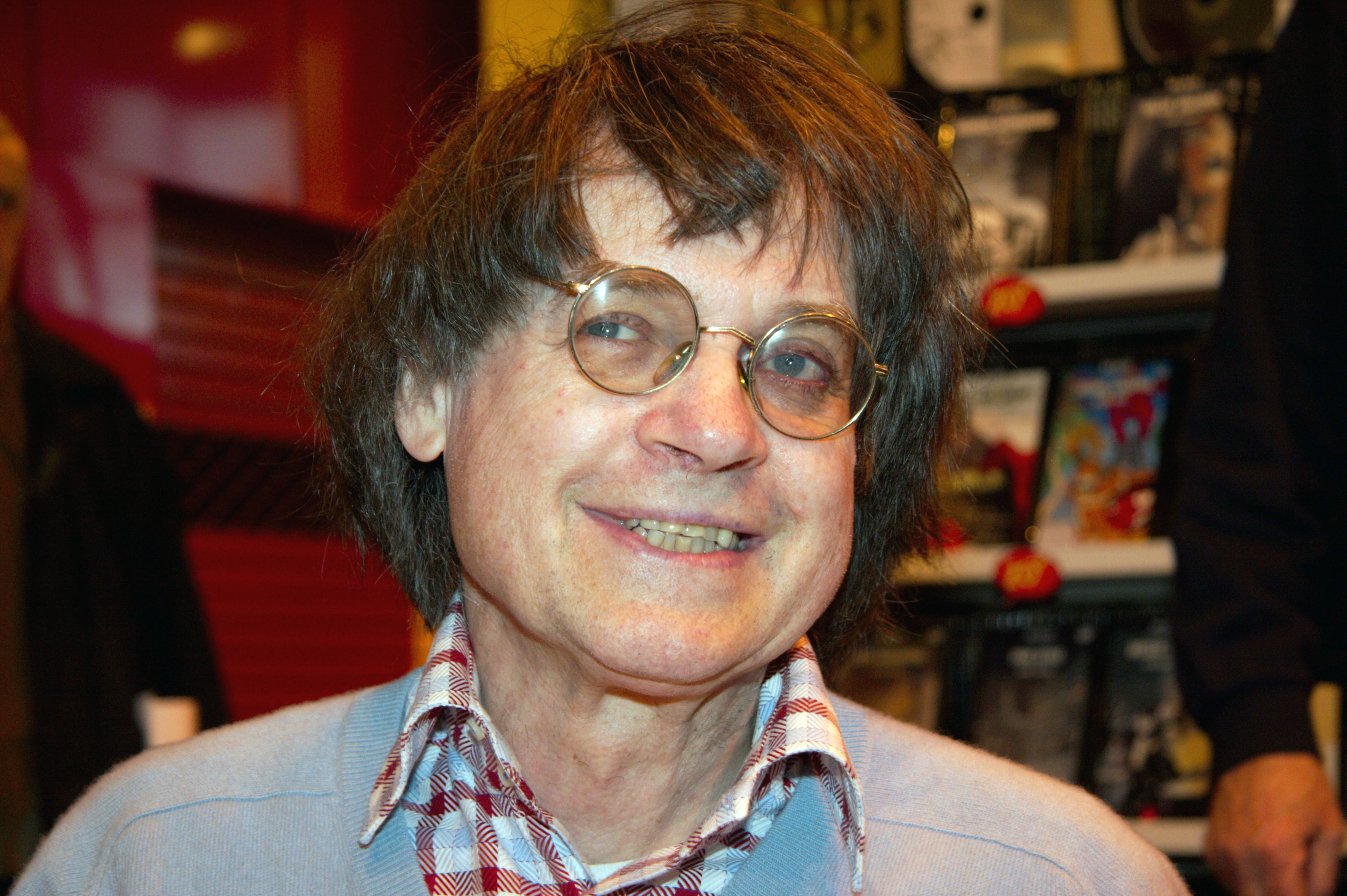
جان كابو في 2012.
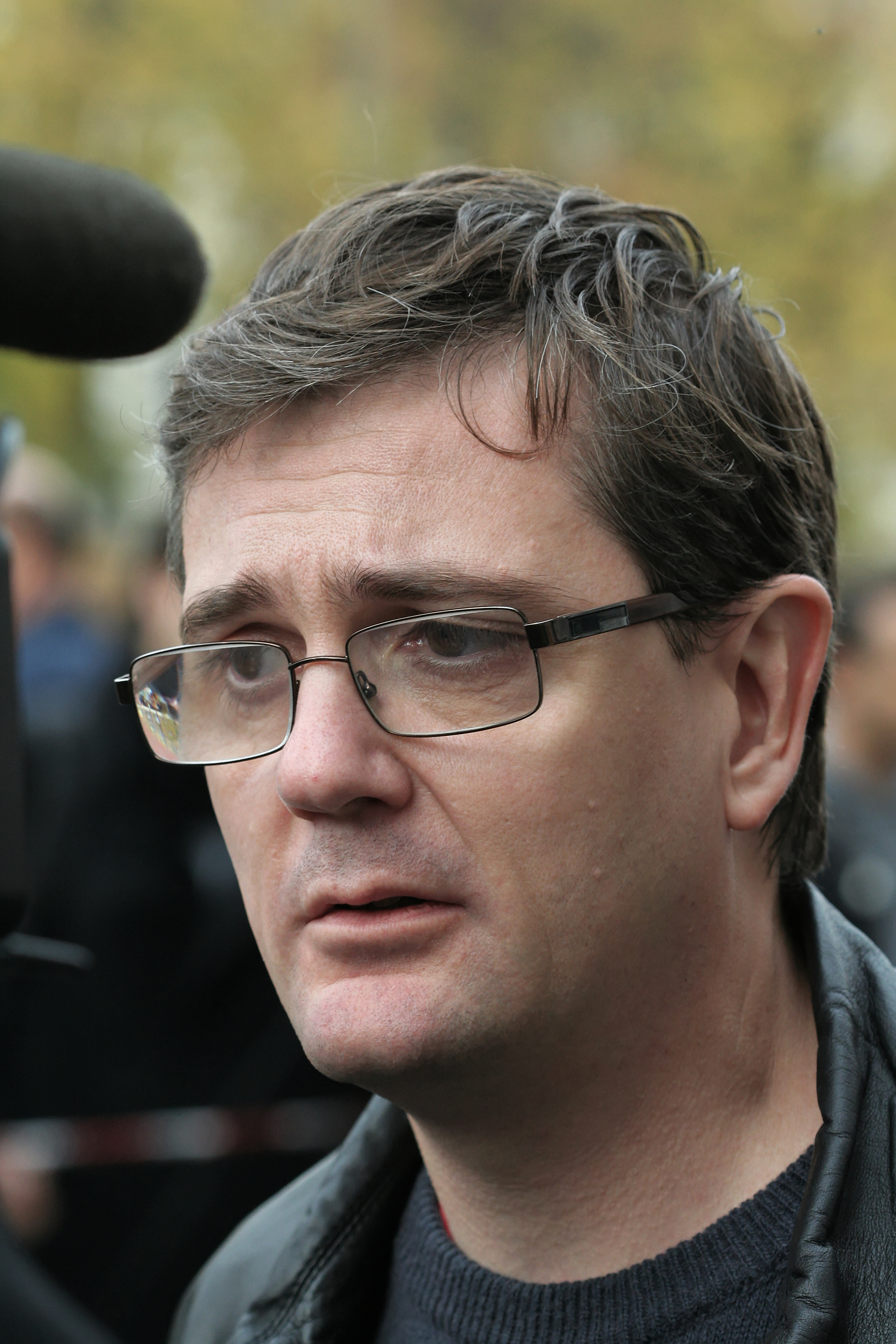
ستيفان شاربونييه في 2011.
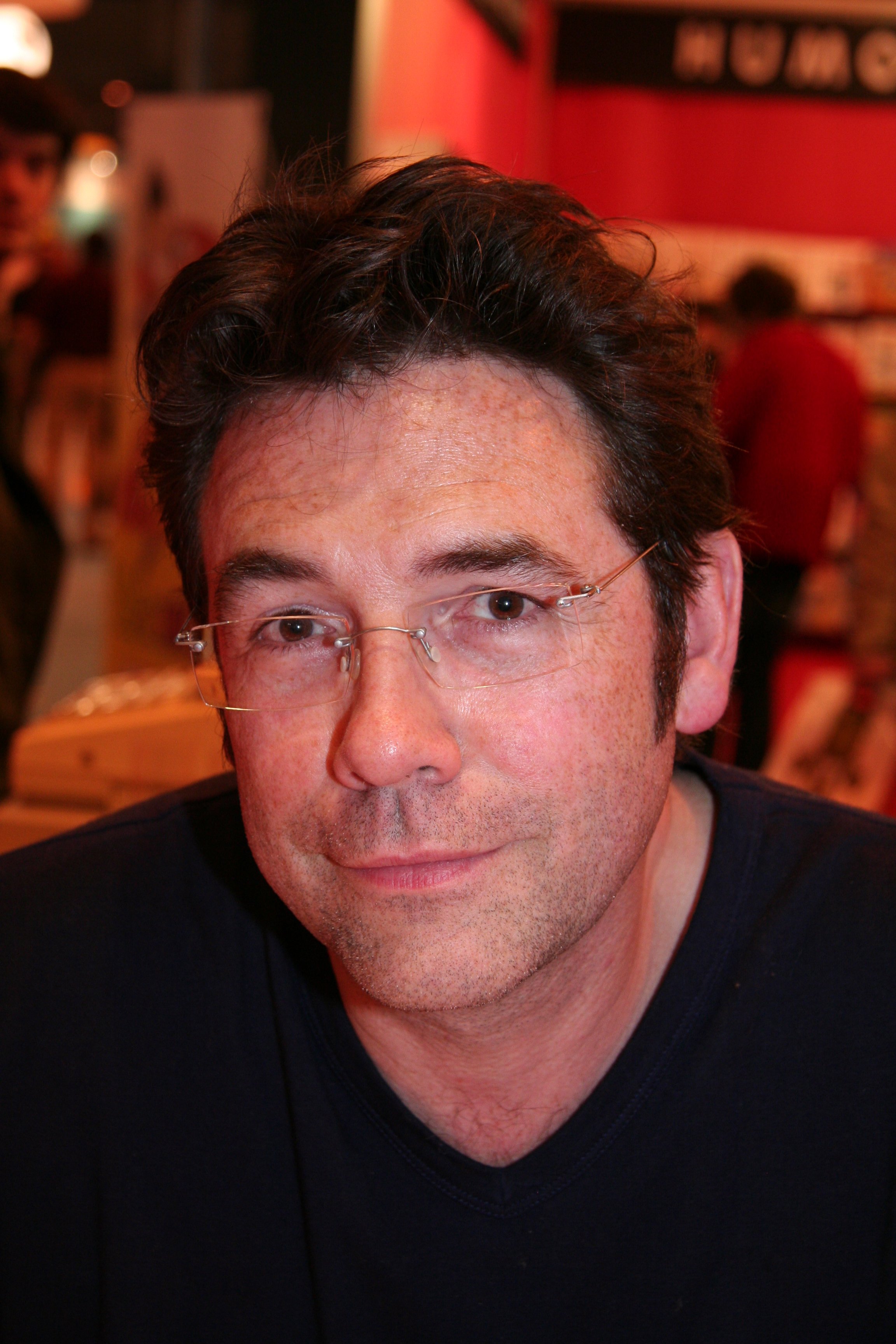
برنار فيرلاك في 2008.
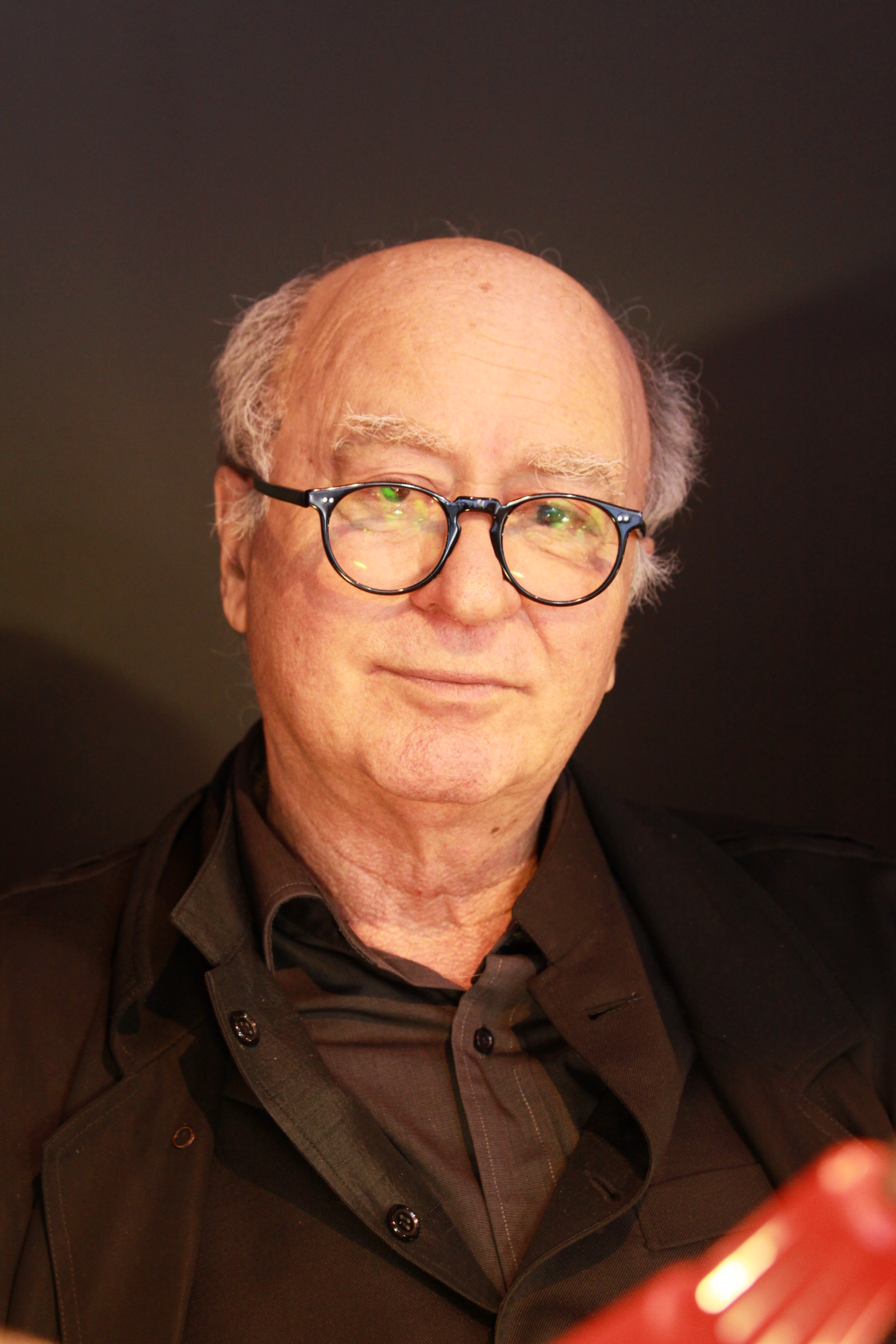
جورج فولينسكي في 2011.

### الجرحى
من بين الجرحى يوجد، الصحفيين فيليب لانسون (متضرر بشدة في الوجه)، فابريس نيكولينو (متضرر في الساق)، وكذلك المسؤول عن موقع سيمون فيشي (الأكثر تضررا)، الرسام ومدير التحرير لورون سوريسو (تضرر في الكتف)، وكذلك عامل نظافة ثاني موجود في المدخل. كذلك جرح عون ثاني من خدمة الحراسة. وأخيرا شرطيين آخرين جُرِحوا جرحاً خفيفاً.

### الناجون وغير الموجودين
جيرار غايار، الذي كان يرافق صديقه ميشال رينو، نجى من الموت بعد أن ارتمى على الأرض. من بين الأشخاص الموجودين أيضا، كورين ري المعروفة باسم كوكو، نجت من الحادث مع ابنها بدون أضرار، وكذلك لورون ليجيه الذي احتمى وراء طاولة وخرج بعد ذلك طالباً النجدة. نجت كذلك الاعلامية سيغولان فانسون والتي أكدت في تصريح لراديو فرنسا الدولي أن أحد المسلحين قال لها أنهم لا يقتلون النساء ولكن يجب عليها الدخول في الإسلام وارتداء الحجاب.

الكثير من أعضاء المجلة كانوا غائبين ومنهم رئيس التحرير جيرار بيار الذي كان في عطلة في لندن، وكذلك زينب الغزوي الناطقة الرسمية باسم جمعية لا عاهرات لا قانتات والتي كانت هي الأخرى في عطلة في المغرب، والرسامين كاترين موريس ورينالد موزييه أين كان كليهما متأخرين، الصحفي أنطونيو فيشيتي كان في حفل دفن، الهزلي والكاتب ماتيو مادينيون والرسام ويلام لم يكونا يحضران جلسات التحرير. ثم باتريك بولو الكاتب والمسعف العاجل أين كان في جلسة تنسيق لخدمات الطب العاجل. هذا الأخير سارع فالقدوم لمكان الحادث مع سيارات الإسعاف والإطفاء عند وقوع الحادثة وساعد في إسعاف زملائه.

## التحقيق

### تحديد الهوية

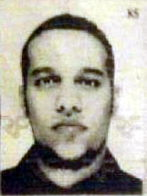
الصورة التي كانت على بطاقة الهوية لسعيد كواشي.

وكيل جمهورية باريس فرانسوا مولان أعلن في المؤتمر الصحفي ل7 يناير 2015 أن تحقيقاً قد فتح في الغرض ضد المتهمين بتهم «الاغتيال ومحاولة الاغتيال والسطو المسلح وانتهاك التشريعات المتعلقة بالأسلحة والاتصال مع منظمة إرهابية وجمعيات التآمر الجنائي يعني التحضير لمشروع أو مشاريع جرائم». 

التحقيق المفتوح من قبل إدارة الشرطة الجنائية في باريس (قسم مكافحة الإرهاب من فرقة مكافحة الجريمة) تم تسليمه للادراة المركزية للشرطة الجنائية (الادارة الفرعية لمكافحة الارهاب) وإلى الادارة العامة للأمن الداخلي (الاستخبارات الداخلية). نداء طلب للشهود أطلق للعموم بعد فتح رقم أخضر تابع للتحقيق. حوالي الساعة 21:30 (توقيت باريس)، وكالة الأنباء رويترز أعلنت أن 3 مشتبه فيهم تم التعرف إليهم بعد اكتشاف بطاقة هوية لأحدهم كانت موجودة في إحدى السيارات المهجورة التي كان المشتبه بهم قد سرقوها للهروب بها. كانت البطاقة قد ضاعت عند تغيير المسلحين لملابسهم المدنية للنزول من السيارة وسرقت أخرى للهروب بها. وقع تحليل جيني للتأكد من هويتهم بعد ذلك. من الغد تم نشر نسخة لبطاقة هوية سعيد كواشي من قبل الشرطة الوطنية. 

حسب بحث الشرطة، المتهم الرئيسي هو شريف كواشي، المولود في 29 نوفمبر 1982 في باريس والناشئ في مدينة رين أين تحصل على شهادة مدرب رياضي. تم توقيفه في 2005 بسبب مشاركته في خلية إرسال مجاهدين فرنسيين إلى العراق، بعد أن ذهب هو بنفسه إلى معسكر تدريب في تونس منه إلى العراق. تم محاكمته في 2008 بثلاث سنوات بالسجن منهم 18 شهرا بالتأجيل. تشدد في السجن وضم إليه شقيقه الأكبر سعيد كواشي. الشخصية المركزية لهذه الخلية هو فريد بنياتو، وكيل خدمات في النهار، واعظ في المساء، وسجن في 2005 عندما كان شريف أحد تلاميذه. شريف كواشي تم ذكره عدة مرات في 2013 بمناسبة محاولة هرب سماعين آية علي بلقاسم، عضو قديم في الجماعة الإسلامية المسلحة الجزائرية المتهمة هجوم RER B سان ميشال في 1995. 

سعيد كواشي، الأخ الأكبر، ولد في 7 سبتمبر 1980 في باريس، معروف لدى الشرطة بتوقيف واحد من الشرطة لمدة ساعات أو يوم، كان كذلك مساعده. ذهب في 2011 إلى اليمن للتدرب مع مسلحين تابعين لتنظيم القاعدة في جزيرة العرب. 

في نفس الوقت، مراد حميد، صهر شريف كواشي، المولود في 1996 في رانس، دارت حوله الشكوك في كونه متواطئ ثاني معهم، حسب المعلومات المقدمة من قبل الصحافي جان بول ني. الشاب التحق بمقر للشرطة في مدينة شارلوفيل موزيار في حوالي الساعة 23:00 بعد أن رأى إسمه متداول في مواقع الإنترنت. تم حذف إسمه من المشتبه بهم في الهجوم أنذاك، خاصة وأن العديد من زملائه أكدوا أنه كان معهم في قسم الباكالوريا العلمية أثناء وقوع الحادثة. أكدت الشرطة في نفس الوقت أنه لن تسلط عليه أي عقوبة أو تتبع.

### البحث
مع مرور اليوم، تم القيام بعدة عمليات بحث واقتحام في عدة مدن من إيل دو فرانس، وفي رانس وفي ستراسبورغ، عند أفراد من أقارب الأخوان كواشي. تم تحديد موقع الكواشي في رانس، في قرية «كروا روج هوت دو مورينيي» في مساء اليوم، وتم اقتحام منزل سعيد كواشي في الليل. طائرة هيليكوبتر حامت فوق المكان وأعداد هامة من الشرطة تم نشرها، وعملية من قبل قوات بحث، مساعدة، تدخل، ردع المعروفة باسم RAID وهو اختصار هذه الكلمات بالفرنسية (Recherche, assistance, intervention, dissuasion). حتى منتصف الليل، بقي مكان المتهمين مفترض من قبل الشرطة. قناة إي تيليه قلت أن العملية هي فقط «تحقيق وبحث عن البصمات». تسعة من الأقارب تم توقيفهم للبحث. 

المتهمين الإثنين في الهجوم سرقا يوم الخميس 8 يناير في حوالي الساعة 9:00 محطة وقود تابعة لشركة أفيا أنترناسيونال في مدينة فوسيان لأخذ الوقود والأكل. مدججين بالسلاح، هددا المدير باستعمال إثنين إيه كيه-47 وقاذفة صواريخ آر بي جي 2، وكانا على متن سيارة رينو كليو 2 رمادية اللون. تم نشر وحدات تدخل في المكان في إقليم أن وكذلك في بورت دو لا فيلات أقصى شرقي باريس. تم وصفهما «بالمسلحين والخطيرين» من قبل السلطات وكذلك أنهما يمكن أن يتحصلا على «شبكة دعم» وأن «يقوما من جديد بحركات دموية»، لذلك أطلقت محافظة شرطة باريس نداء للشهود. عدة رايات عقاب جهادية وعدة زجاجات حارقة وجدت في سيارة سيتروين سي 3 المتروكة في 7 يناير في الدائرة التاسعة عشرة في باريس.
في منتصف اليوم، تم إطلاق خطة إيبارفييه التي تشدد الحراسة والبحث في إقليم أن، وكذلك خطة فيجيبيرات تم إعلانها في أقصى مستوى وهو «إنذار هجوم» في منطقة بيكاردي ابتداء من 8 يناير 2015 في منتصف النهار. قوات الجيش أتت لتساند قوات الشرطة الموجودة إلى جانب قوات من فرقة البحث والتدخل (BRI)، فرقة التدخل للدرك الوطني (GIGN)، بحث، مساعدة، تدخل، ردع (RAID)، وأخيرا فرقة التدخل للشرطة الوطنية (GIPN) من مدينة ليل. 

في بداية المساء، وزير الداخلية برنار كازنوف، يقول أن الأخوان كواشي هما هدف للبحث على مستوى وطني وبحث من قبل الأنتربول.

بعد ذلك، رجلين قاما بسرقة سيارة بيجو 206 في مدينة مونتانيي سانت فيليسيتي. تم ملاحقتهم من قبل قوات الأمن على مستوى الطريق الوطنية 2 (RN2).

حتى هذا الوقت، التحقيقات لم تربط هذا الهجوم مع حادثة إطلاق نار وقعت في 8 يناير 2015 على الساعة 8:10 في مونروج غربي باريس، حتى تم التأكد من أن المتهم في هذه الحادثة هو من خلية بوت شومون، أين كان ينتمي إليها أيضا الأخوان كواشي. 

في الساعة 9:42 من يوم 9 يناير 2015، وزير الداخلية برنار كازنوف، أكد أن المتهمين تم تحديدهما في مدينة دامارتان أون غويل شمال باريس، في منطقة صناعية وتحديداً في مطبعة إسمها  تم تبادل في وقت أولي عدة رصاصات مع قوات الأمن. فرقة التدخل للدرك الوطني (GIGN) مع قوات بحث، مساعدة، تدخل، ردع (RAID)، بدأوا مفاوضات مع المتهمين الذان يحتجزان شخصاً عاملاً بالمطبعة، ولكنهما قالا أنهما مستعدان للوفاة كشهيدين، وذلك حسب النائب في الجمعية الوطنية إيف ألباريلو الذي كان في مركز إدارة الأزمة. في حوالي الساعة 13:00، حادثة إطلاق نار أخرى وقعت في بورت دو فإنسان شرقي باريس، مع احتجاز رهائن في محل يهودي يبيع الكشروت. في الساعة 14:17، محافظة باريس تبث نداء للشهود عن رجل وامرأة متهمين بحادثة مونروج أين توفيت فيها شرطية. بعد وقت قصير تبين أن المسؤولان عن حادثة إطلاق مونروج واحتجاز الرهائن في بورت دو فإنسان هما أميدي كوليبالي وحياة بومدين. في الساعة 15:30، تم التأكد من المعلومات واتهام كوليبالي بالمسؤولية عن الحادثتين.

### النهاية
قوات الأمن قامت بعمليتي اقتحام في وقت متزامن مساء يوم الجمعة 9 يناير وذلك ضد المتهمين بهجوم تشارلي المتحصنين في دامارتان أون غويل (سين ومارن) شمال باريس، وكذلك ضد محتجز عشرات الرهائن في بورت دو فإنسان شرق باريس. 

قبل الساعة 17:00 بدقائق خرج المسلحان شريف كواشي وسعيد كواشي من مقر المطبعة وبدأى بإطلاق النار على قوات الأمن والشرطة الموجودة في المكان، والتي بادرت بالرد عليهما وبدأ عملية اقتحام وتحرير الرهينة الوحيد الموجود في المكان. أحد أفراد الأمن جرح بجروح طفيفة. قوة تدخل تم إنزالها بالمروحية على سطح المطبعة. فقط ثواني بعد ذلك، بدأت القوات الخاصة في بورت دو فإنسان باقتحام المتجر اليهودي أين استعملت قنابل يدوية صوتية ومسدسات يدوية أوتوماتيكية وأسلحة رشاشة. تم تحرير الرهائن ال12 بينما قتل المسلح أميدي كوليبالي أربعة آخرين وقتل هو كذلك.

### تبني العمليات
في فيديو تم نشره يوم 9 يناير، مسؤول من تنظيم القاعدة في جزيرة العرب، التنظيم الذي ينتمي إليه الأخوان كواشي، هدد فرنسا بهجمات جديدة، بدون تبني واضح للعمليات المقامة في البلاد. 

في نفس اليوم في المساء، الموقع الاخباري الأمريكي ذو أنترسابت ينشر بيان تبني الهجومات التي تتعرض لها فرنسا وذلك من قبل تنظيم القاعدة في جزيرة العرب المعروفة أيض باسم القاعدة في اليمن: «قيادة القاعدة في جزيرة العرب قادت العملية واختارت الهدف بعناية للانتقام للرسول الأكرم. الهدف كان فرنسا بالخصوص لأنها تحارب الإسلام والأمم المضطهدة. العملية هي نتيجة تهديد الشيخ أسامة، الذي كان قد حذر الغرب من تبعات التعدي على مقدسات المسلمين».

## أحداث موزاية

### مونروج وبورت دو فإنسان

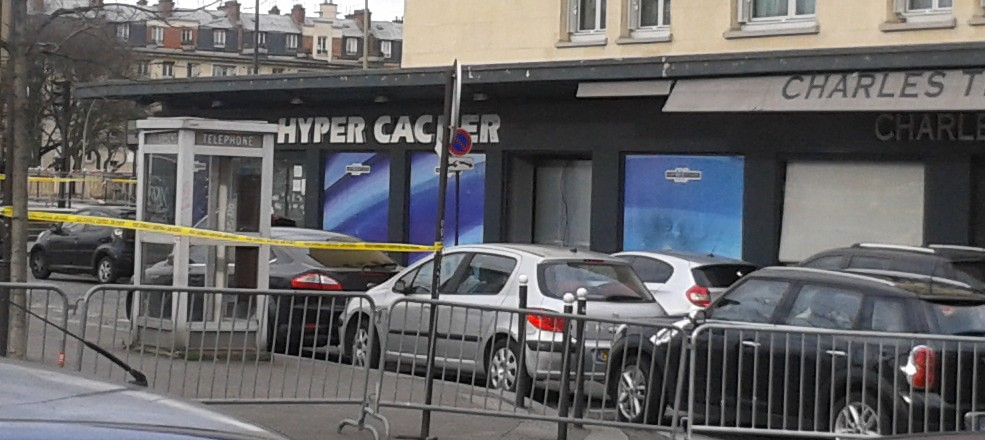
متجر إيبار كاشار (Hyper Cacher) اليهودي في بورت دو فإنسان.

في صباح يوم 8 يناير 2015، قام رجل بقتل شرطية وجرح آخر بشدة في جنوب باريس تحديداً في مونروج. لم يتم تأكيد وجود علاقة بين عملية القتل وحادثة شارلي إبدو في ذلك الوقت، ولكن بعد ذلك تم تحديد هوية المتهم من قبل الشرطة وهو أميدي كوليبالي. كوليبالي تم سجنه مسبقاً بسبب تهم حق عام، وأصبح آنذاك قريب من شريف كواشي وجمال بغال (هذا الأخير متهم بالتحضير لتفجير السفارة الأمريكية في باريس). 

في 9 يناير، تم التأكد من هوية الرجل بنسبة 99.9% كأميدي كوليبالي الذي قتل يومها عدة أشخاص وجرح آخرين واحتجاز حوالي 12 في متجر يهودي يبيع الكشروت شرقي باريس في بورت دو فإنسان. اشترط كوليبالي إطلاق سراح الأخوان كواشي ليطلق هو سراح المحتجزين من قبله، ويذكر أن الأخوان كواشي في حد ذاتهما متحصنان في مطبعة شمال باريس ويحتجزان شخص كرهينة تحديداً في دامارتان أون غويل. المحققين بدأوا يطرحوا عدة فرضيات في وجود شبكة إرهابية تحضر لموجة من الهجمات في فرنسا. 

كوليبالي الذي أعلن نفسه كمنتمي لتنظيم الدولة الإسلامية، قال أن العملية التي قام بها كانت مبرمجة لتكون متزامنة مع أحداث شارلي. عند اقتحام المتجر اليهودي نجحت القوات الخاصة بقتل المتهم كوليبالي، ووجدت أربعة جثث كان كوليبالي قد قتلهم، وكذلك جرح أربعة بجروح خطيرة. شرطيين أيضاً كانا قد جرحا.

## المسيرات الجمهورية
تم القيام بمسيرات جمهورية في كامل فرنسا مدعومة بمسيرات في مدن أخرى في العالم. هذه المسيرات أصبحت الأكبر في تاريخ البلاد حيث ناهزت 000 700 3 مشارك منهم حوالي مليوني في باريس وحدها، المسيرة المقامة في باريس شارك فيها حوالي 50 من قادة العالم.

## ردود الفعل

### ردود الفعل الوطنية
إنطفأت أضواء أكبر الرموز الوطنية برج إيفل لمدة خمسة دقائق. بعد يومين ولمدة يومين، عرض قوس النصر في أعلاه عبارة ضوئية وهي «باريس هي شارلي» (Paris est Charlie). وكذلك مكتبة فرنسا الوطنية عرضت على أحد جدرانها لمدة أيام صورة ضوئية كاريكاتورية لجورج فولينسكي. وأيضا معهد العالم العربي وضع على واجهته «كلنا شارلي» (Nous sommes tous Charlie) 

كذلك تم القيام بدقيقة صمت في جميع أنحاء فرنسا عند منتصف النهار. وذلك في جميع مؤسسات الخدمات العمومية، مباني البلدية، المؤسسات الحكومية، وكذلك المدارس والمعاهد أو كذلك في مترو باريس وشبكة RER. من جهة أخرى تم القيام بدقيقة الصمت هذه في العديد المؤسسات والشركات الخاصة. 

في 8 يناير 2015، فرانسوا أولاند أن علم فرنسا سيتم تنكيسه لمدة ثلاثة أيام (أو ربطه في نصف الصاري) وذلك في كل المباني الحكومية والمؤسسات العامة.

#### السياسية
رئيس الجمهورية الفرنسية فرانسوا أولاند وصل بعد ساعات قليلة لمكان الحادث مع وزير الداخلية برنار كازنوف وأعلن حينئذ أنها «هجوم إرهابي وهمجية استثنائية» وأكد أن المتهمين «سيتم القبض عليهما عاجلا أم آجلا». تم عقد العديد من اجتماعات لخلية الأزمة في قصر الإليزيه. حوالي عشرين من القضاة تم تسخيرهم لكي يسرعوا في أي وقت التحقيق. 

كل القادة السياسيين من جميع مشاربهم اتحدوا ضد هذه العملية. نيكولا ساركوزي قال أنها «مأساة وطنية». فرنسوا بايرو قال أنها «عمل حربي بواسطة الإرهاب». جان لوك مولونشون قال أنه «اغتيال سياسي». بيار لورون قال وهو يبكي «أنه تم تدميرنا كلنا، لقد كانت مذبحة، مجزرة». مارين لوبان قالت أن هذا «هجوم شنيع» ودعت إلى «الرفض المطلق التطرف الإسلامي». جان ماري لوبان قال أنه قد «اختفى إثنى عشر فرنسي». نيكولا دوبون أينيون قال أن «هذه حرب شاملة بين حرية التعبير ودكتاتورية جديدة».

رئيس الجمهورية الفرنسية فرانسوا أولاند أعلن في خطاب تلفزي في 7 يناير 2015 على الساعة الثامنة مساء، أنه سيتم تنكيس الأعلام وتنزيله لنصف الصاري وذلك لثلاثة أيام، وكذلك يوم حداد وطني في 8 يناير 2015 مرافقة بدقيقة صمت منتصف النهار، ثم كذلك تفعيل خطة فيجيبيرات (Plan Vigipirate) ورفعه للدرجة القصوى «إنذار هجوم» (Alerte Attentat) في منطقة إيل دو فرانس. تم استدعاء قوات كبيرة جدا من الشرطة والأمن والجيش لتأمين العاصمة باريس وضواحيها. مناديا للوحدة الوطنية، قام الرئيس فرانسوا أولاند في 8 يناير بلقاء كل من رؤساء الجمهورية السابقين نيكولا ساركوزي وجاك شيراك وفاليري جيسكار ديستان، وكذلك رئيس الجمعية الوطنية الفرنسية كلود بارتولون ورئيس مجلس الشيوخ الفرنسي جيرارد لارشيه. في 9 يناير، التقى مارين لوبان (الجبهة الوطنية)، نيكولا دوبون أينيون (إنهضوا الجمهورية)، روبار هو (حركة التقدميين)، فرنسوا بايرو (الحركة الديمقراطية)، جان لوك مولونشون (حزب اليسار)، جان بيار شوفانمون (حركة الجمهورية والمواطنة).

في 8 يناير، تم عقد جلسة للتهدير لمسيرة صامتة في باريس في 11 يناير في الجمعية الوطنية الفرنسية، قرابة كل الأحزاب السياسية الممثلة في البرلمان وافقت عليها، ماعدا الجبهة الوطنية وبعض القادة الاشتراكيين. 

تم القيام بمسيرات الجمهورية في 10 و11 يناير في كل مدن فرنسا وخاصة في باريس وذلك بمشاركة 50 من قادة العالم.

#### الدينية
في نفس اليوم وعند حضورهم في قصر الإليزيه بشأن مشاريع الرئيس، ندد المسؤولين الدينيين بالجريمة. محاطا بزملائه، القس فرانسوا كلافارولي ورئيس اتحاد فرنسا البروتستانتي، قرأ بيان موحد أعلن فيه عن «ثورة القادة الدينيين ضد هذا العمل الشنيع...الذي ليس له حتى تبرير في أي ديانة كانت».

جورج بونتييه رئيس أساقفة مرسيليا ورئيس مؤتمر أساقفة فرنسا، «استنكر دراما هذا لاجهل المتبادل»، مثل حاييم كورسيا حاخام فرنسا الكبير أكد أنه «في مجتمعنا هذا عندما يكون أحد ضعيف، أحد قد هجم عليه، يأتي آخر ليمد له يد المساعدة»، مقارنا هذه الحادثة بسفر الخروج.

دليل بوبكر رئيس المجلس الفرنسي للديانة الإسلامية ينتقد «بعزم كبير الهجوم الإرهابي ذو العنف الاستثنائي». كذلك رئيس الثقافية لمسلمي درانسي وإمام مسجدها حسن الشلغومي الذي أكد «إنها خطوة ستؤثر على طريقة العيش معا. المسلمون يرفضون التطرف الديني تماما. نحن لا نقبل هذا الجنون حيث أننا نريد أن نعيش في ود وسلام». قام الإمام أيضا بزيارة مكان الحادثة رفقة عدة أئمة آخرين من الغد وذلك مع الكاتب اليهودي مارك هالتر. 

جان لوي توران رئيس المجلس البابوي للحوار بين الأديان وعميد كرادلة الكنيسة الرومانية المقدسة، وأيضا مجموعة من الأئمة الفرنسيين، ذهبوا إلى روما لملاقاة البابا فرنسيس، وقرأوا بيانا موحدا «يدين القسوة والعنف الأعمى ويدعو للدفاع عن حرية التعبير، في حين يدعو إلى معلومات أكثر تحترم الأديان وأتباعهم». أندريه الثالث والعشرين أسقف باريس، أعلن كذلك من روما عن حالة «الرعب والشفقة العميقة لأسر وأصدقاء الضحايا» ويدين «هذا العمل الهمجي».

في منتصف النهار، أجراس كاتدرائية نوتردام دو باري تدق أجراس الموت ثم تقوم بتنظيم قداس لأرواح الموتى بإشراف جيروم بو، الأسقف المساعد لباريس. 

قادة المجلس الفرنسي للديانة الإسلامية واتحاد المنظمات الإسلامية في فرنسا، أتلقوا نداء لأئمة المساجد في البلاد ليسة روا خطب الجمعة لنبذ العنف والتنديد بهذا العمل الإجرامي. وكذلك إمام مسجد بوردو لكبير طارق أوبرو أدان «بشدة هذا التفجير الخبيث».

#### الإعلامية
جوجل فرنسا تضامنت مع الضحايا بوضع وشاح أسود في صفحتها الرئيسية، الذي تم تعويضها بعد ذلك بشعار أنا شارلي (Je suis Charlie). رسم فيليب أونوريه الذي تم تغريده قبل الحادثة تم إعادة تغريده من قبل المستخدمين عدة الآف من المرات في غضون ساعات في فرنسا وخارجها.

من جهة الاعلام التلفزي، برنامج «على الهواء» (C dans l'air) في قناة فرنسا 5 أين بثت برنامجا عنوانه «الحرية ذبحت». كنال+ سخرت لها برنامجيها «غران جورنال» (Grand Journal ) والأخر «لو بوتي جورنال» (Petit Journal) ثم أعلنت دعهما لشارلي إبدو ولحرية التعبير. غيرت برامجها ببرنامج معنون «رسامي الكاريكاتير: مشاة الديمقراطية» (Caricaturistes : Fantassins de la démocratie).

كل شعارات القنوات التلفزية الفرنسية الخاصة والعامة وكذلك جزء كبير من مواقع الإنترنت وضعت وشاح أسود على شعاراتها لمدة أيام عدة بعد الحادثة. وكذلك الكثير من المواقع الالكترونية بمختلف أنواعها وضعت شعار أنا شارلي (Je suis Charlie) على صفحاتها الرسمية.

من الغد، 62 صحيفة فرنسية ودولية وضعت في صفحتها لأولى عنوان كبير تضامنا مع الضحايا وغلب على مجملها اللون الأسود منهم حتى من وضع صفحة كاملة سوداء في دلالة على اغتيال حرية الصحافة والتعبير. صحيفة لوموند ذهبت حتى وضع عنوان صحيفتها ليوم 8 يناير 2015 باسم «11 سبتمبر الفرنسي» (Le 11-Septembre français).
الرسام ألبير أوديرزو الذي يعرف جان كابو منذ مدة كصديق، تضامن مع الضحايا وذلك برسم عليه صورة أستريكس قائلا «أنا كذلك، أنا شارلي» (! Moi aussi, je suis un Charlie). ونشر على حسابه في مواقع التواصل الاجتماعي رسما كاريكاتوريا مرسوم منذ 1977 فيه أستريكس وأوبيليكس في حالة حداد.

راديو فرنسا ومجموعة لوموند وكذلك تلفزيون فرنسا قدموا الكثير من الاعانات (مادية وبشرية) «لتعيش شارلي» (pour que Charlie vive).

صحيفة ميدي أولمبيك التي تهتم فقط بأخبار الرغبي في فرنسا والعالم، غيرت عنوانها إلى «شارلي أولمبيك» (Charlie Olympique) لطبعاتها أيام 9 و10 و11 و12 يناير.

قناتي بي أف أم وإي تيليه الاخباريتين الفرنسيتين، سخرتا برنامج إخباري لمدة حوالي خمسة أيام و24/24 بدون توقف وذلك باستضافة شخصيات كل الوقت ونقل مباشر لكل أماكن الحوادث والمسيرات والخطابات.

#### إسلاموفوبيا
في الليلة الأولى التي تبعت الهجوم، بين 7 و8 يناير، فإن عدة أماكن عبادة إسلامية تم استهدافها بطلقات نارية أو مقذوفات عادية، ولكن لم تخلف قتلى ولا جرحى، خاصة في مدينة لو مان، حيث تم قذف قنابل صغيرة يدوية الصنع على مسجد، وفي بورت لا نوفال (أود) حيث تم استهداف قاعة صلاة بسلاح بندقية صيد دون جرحى أو قتلى. وكذلك تم تفجير صغير وإجرامي في فيلفرانش سور سون واستهدف مطعم أكلات خفيفة ملاصق لمسجد. وقال النائب البرلماني عن هذه المنطقة أنه عمل معزول لكن رمزي. 

أثارت هذه الهجمات مخاوف الصحافة في العالم العربي بصعود الاسلاموفوبيا بعد هجوم شارلي إبدو. مثل حوادث أستراليا بعد أزمة الرهائن في سيدني 2014، حيث أطلق نشطاء على الويب عبارة تضامن «#سافر_معي» (voyageavecmoi#) لمنهاضة الاسلاموفوبيا.
وفي الأيام الموالية، كثرت الأعمال العنصرية ضد الإسلام بطريقة غير مسبوقة. ولقد أكد هذه الأرقام وزارة الداخلية الفرنسية في مقارنة لعام 2014م حيث تم تسجيل 110 عملية عنصرية أو تهديد في السنة بأكملها، بينما في خمسة أيام فقط تلت الحادثة سجلت حوالي 50 عملية في كامل فرنسا بدون احتساب مدينة باريس وضواحيها. 

ومن بين هذه الأعمال المقترفة بين 7 و12 يناير 2015م، يمكن أن نذكر ما يلي إلى جانب المذكورين أعلاه:
- علامات أو كتابات عنصرية ضد المسلمين في أجاكسيو، بايون، بيثون، بيستشويلير، كاليه، شالون سور سون، ليفين، لوفييه، ماكون، بيرون، بواتييه، رين.
- رأس خنزير وجثة خنزير وحشي في قاعات صلاة في مدينة كورت (هوت كورس) وجيزنوكسيا (هوت كورس) على التوالي.
- ظرف به مسحوق مشبوه في نانت.
- مقذوفات أو طلقات نارية في كارومب، سان جوري، سواسون، فندوم.
- حرائق إجرامية في أكس ليه بان وأرجنتوي.
- عبارات عنصرية متبعة باعتداء جسدي في بورغوان-جاليو.

أمام كثرة هذه العمليات غير المسبوقة من قبل مرصد الإسلاموفوبيا التابع للمجلس الفرنسي للديانة الإسلامية، أعلن وزير الداخلية في 13 يناير عن حماية أماكن العبادة الإسلامية من قبل قوات الأمن. في إطار خطة فيجيبيرات تم تسخير 000 10 لحماية أماكن العبادة. هذا العدد الإضافي بدأ عمله في 14 يناير إلى جانب الموضوعين من قبل حول المدارس ودور العبادة اليهودية.

#### أخرى
أثناء حفل تقديم جوائز الفيفا والكرة الذهبية لسنة 2014 تم عرض عبارة «أنا شارلي» (Je Suis Charlie) على شاشتين جانبيتين في حين عبر رئيس الفيفا السويسري جوزيف بلاتر عن تضامنه التام مع كل ضحايا الهجوم على مقر شارلي إبدو والمحل اليهودي كما أكد دعمه لحرية التعبير والصحافة وقال «كلنا اليوم شارلي» (On est tous Charlie).

عدة حركات دعم لضحايا هجوم شارلي جائت بطريقة عفوية على الشبكات الاجتماعية مثل هاشتاغ «#أنا شارلي» (JeSuisCharlie#) ظهرت بعد دقائق على تويتر وفيسبوك.

عدة تجمعات أقيمت في أنحاء من فرنسا في 7 يناير للتضامن مع الضحايا، خاصة في باريس في ساحة الجمهورية، وكذلك في بوردو وليون ونانت وليل. في نفس اليوم تم عد حوالي مائة وقفة مساندة في فرنسا وحوالي عدة عشرات في مدن أجنبية. المجتمعون في هذه الوقفات كانوا صماتين ويصفقون أحيانا ويلاحظ وجود العديد من عبارات أنا شارلي وأقلام. يوم 7 يناير قالت وزارة الداخلية أن مجموع الوقفات بلغ 000 100 مشارك في فرنسا. تم تنظيم وقفة أخرى في باريس يوم 8 يناير في نفس المكان وتزيادت في بقية مدن البلاد. كذلك بدأت أعداد كبيرة من الورود والرسائل توضع أمام مقر شارلي إبدو. في 10 يناير وصل عدد المتظاهرين 000 700 وفي 11 يناير بلغ رقم قياسي وهو 000 700 3 مشارك في كل البلاد منهم حولي 1.8 مليون في باريس.

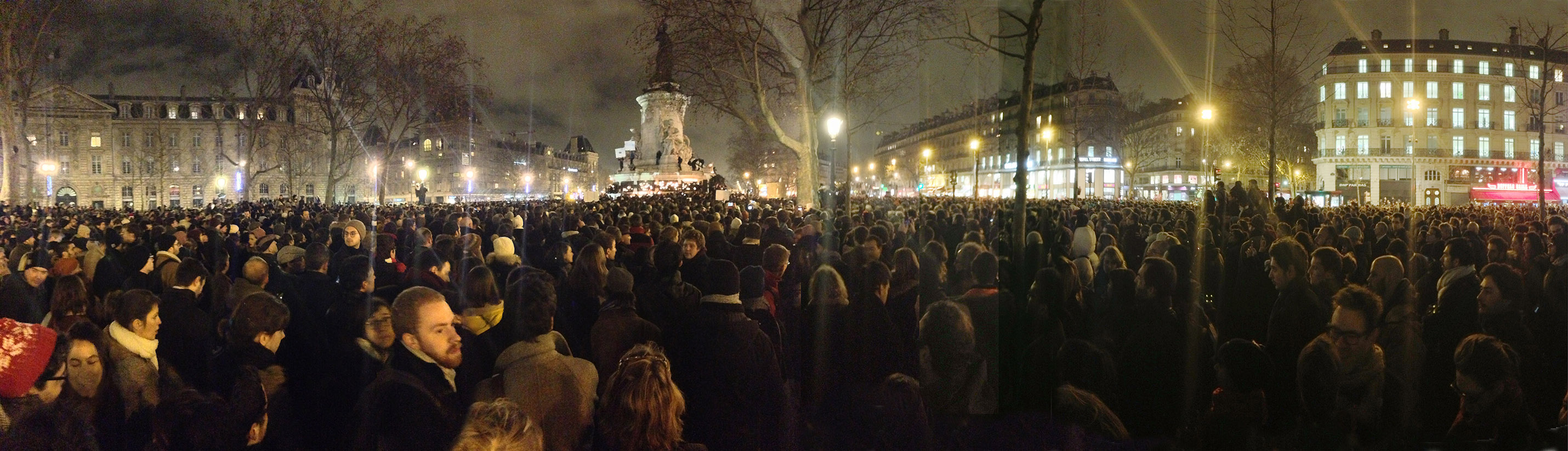
وقفة مساء الهجوم في ساحة الجمهورية في باريس.
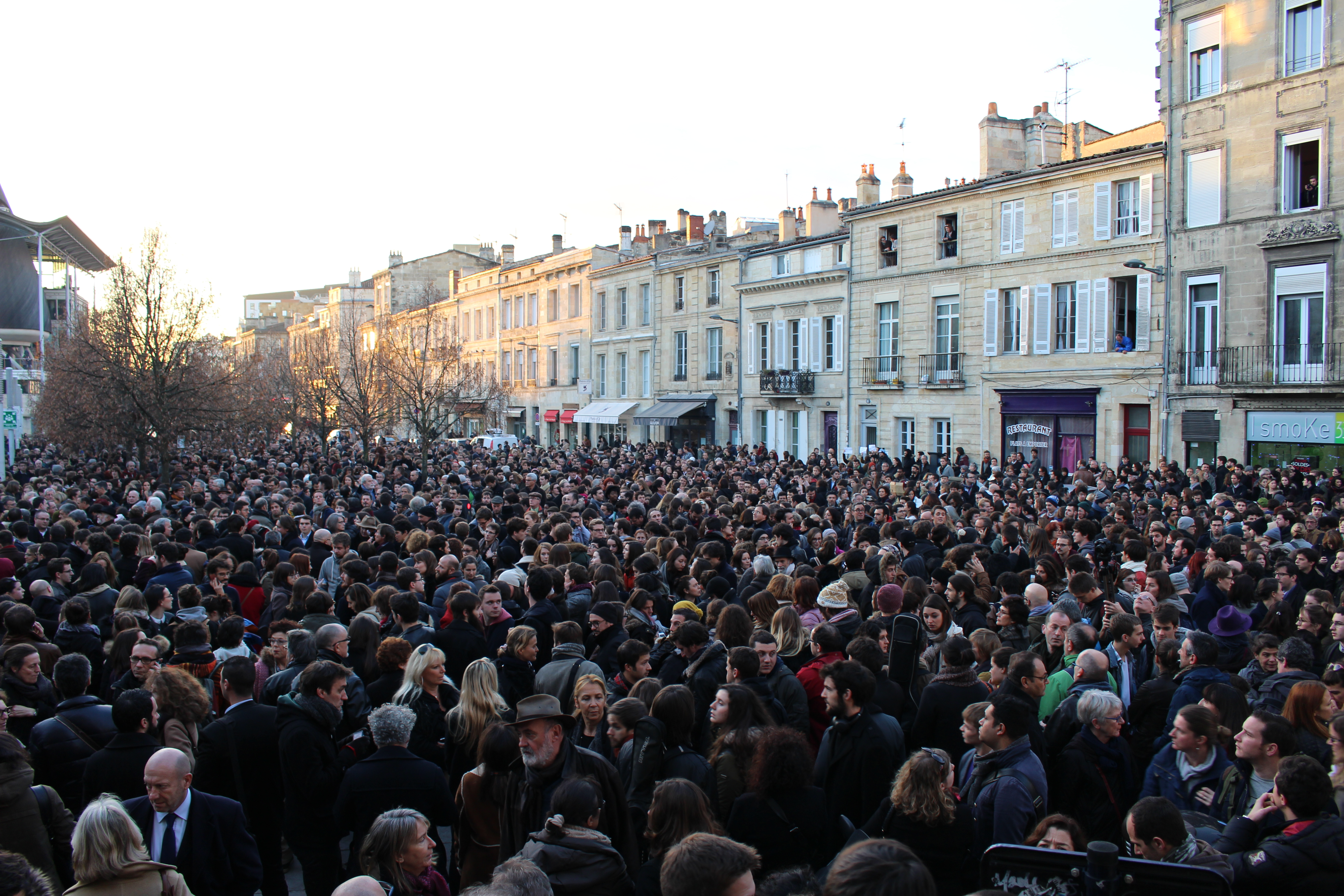
تجمع آخر في نفس المساء في بوردو.
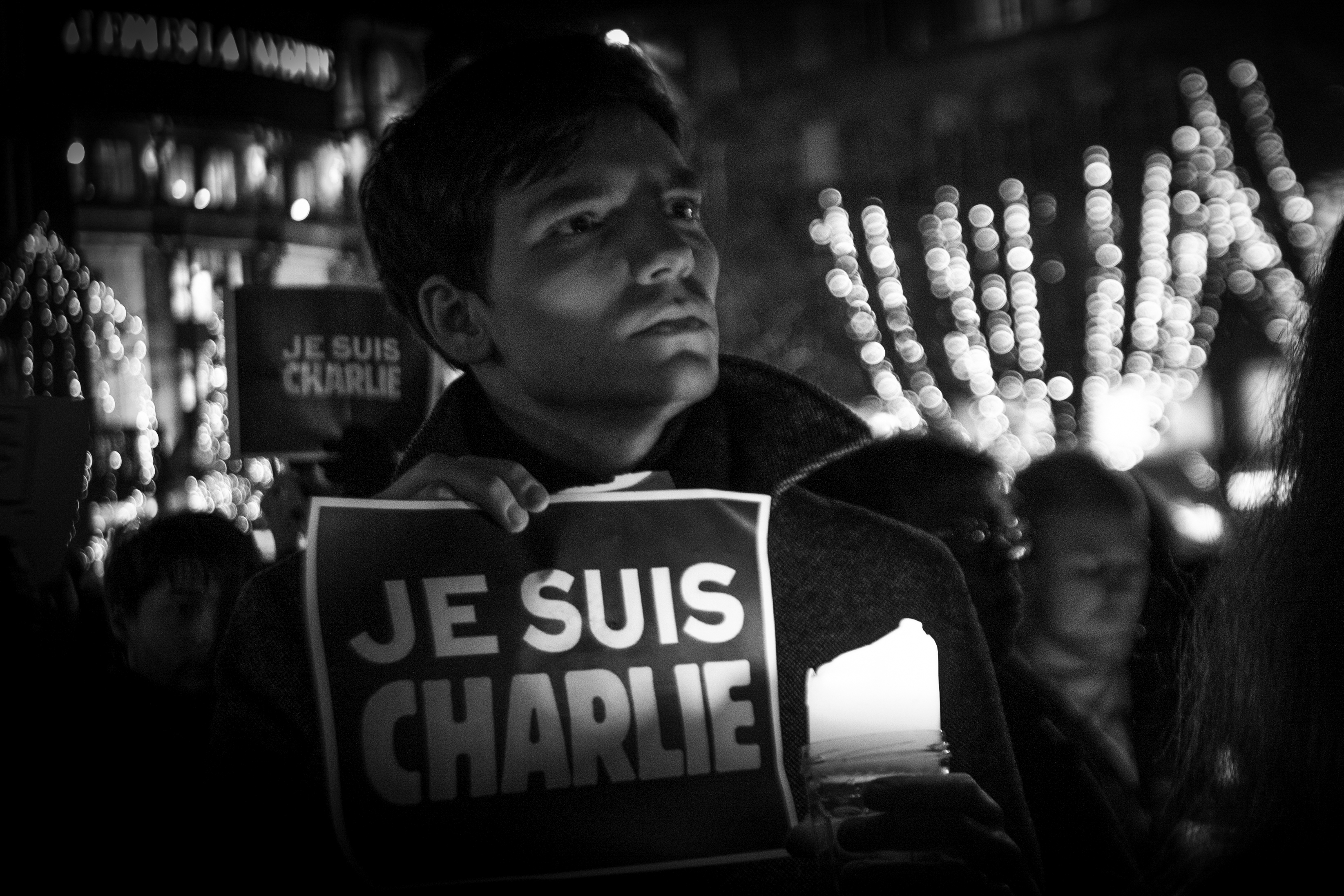
تجمع في سترازبورغ: «أنا شارلي».
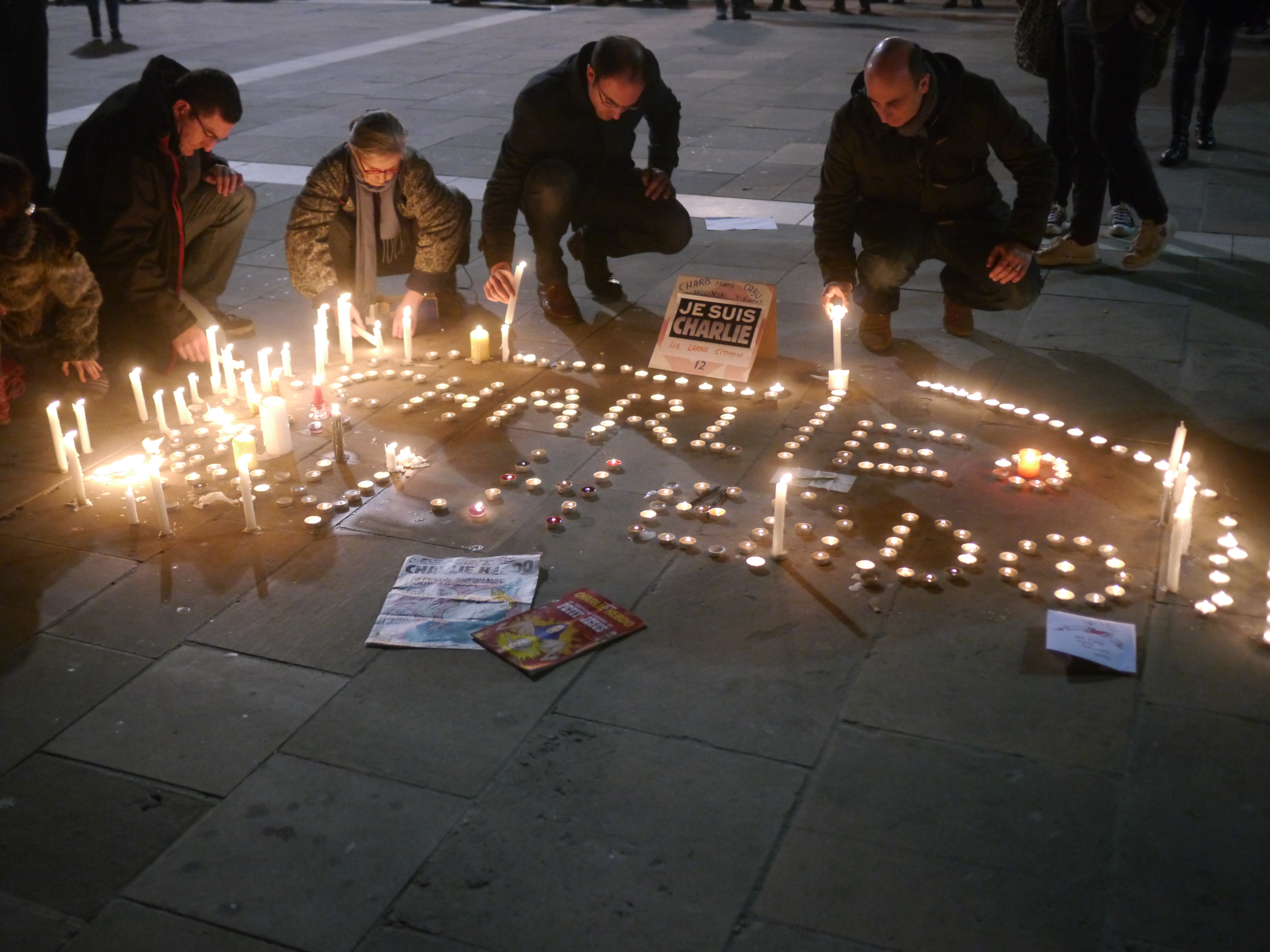
شموع في ساحة الحرية في تولون.
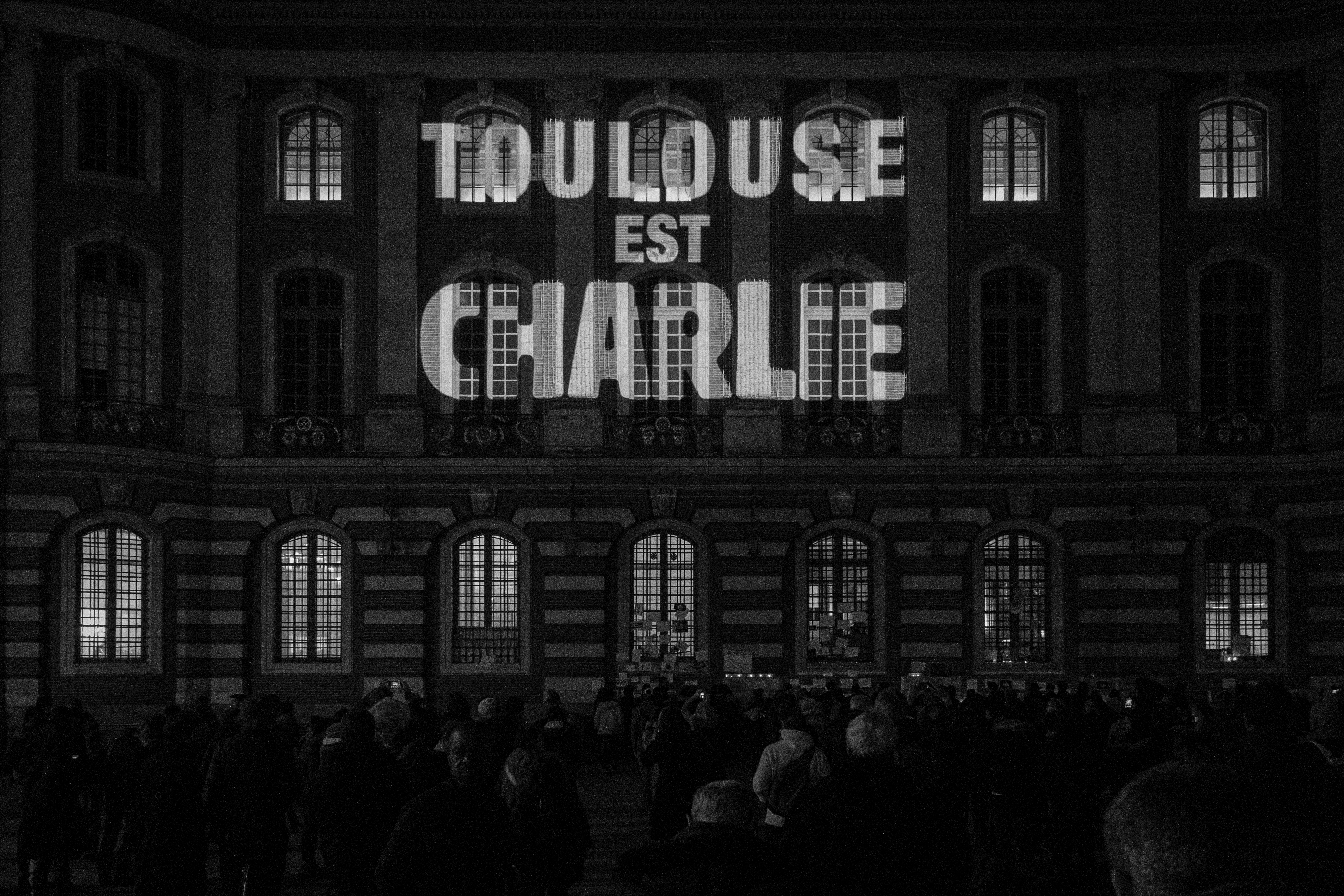
تجمع في تولوز بعد يوم من الهجوم.
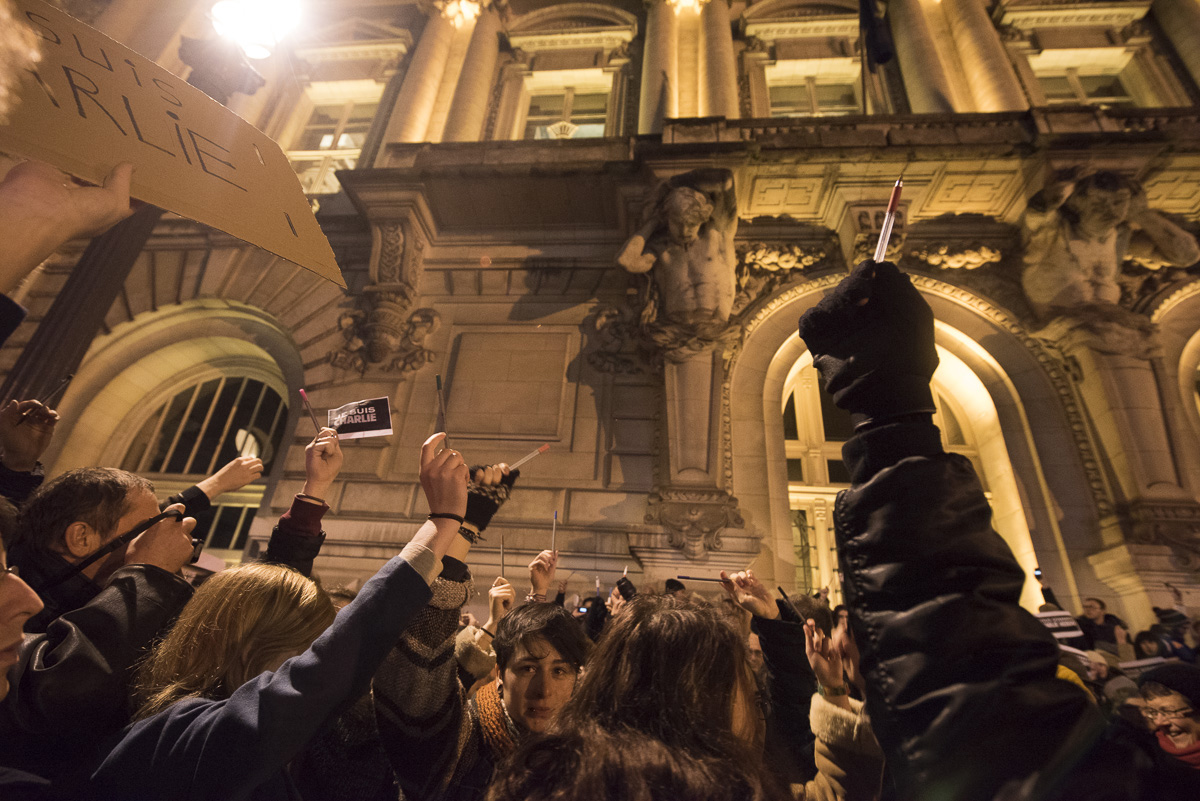
وقفة في تور مساء يوم الهجوم.

في 9 يناير، عدة عمليات اختراق من قبل أنونيموس أين وضعت هذه الأخيرة قائمة من حسابات على تويتر في موقع باستبين وقالت أن لهم علاقة بالجهاد.

#### دعم المسلحين
توازيا مع المسيرات الداعمة لعائلات الضحايا والمنددة بالإرهاب، لوحظ العديد من حالات تمجيد هذه الهجمات على الإنترنت: قام عدة مستخدمين فرانكوفونيين على تويتر بإطلاق هاشتاغ يبتهج بالمجزرة، الأمر الذي قاد تويتر لمسح عدة حسابات. في كل الحالات بقي هذا النوع من الرسائل أقل بكثير من الرسائل المنددة بالهجوم. هاشتاغ «أنا كواشي» («Je suis Kouachi») تم إطلاقه من مساندين للمسلحين ردا على «أنا شارلي» («Je suis Charlie»). في غضون عدة أيام، حوالي 000 4 رسالة تمجد الهجوم عدتها قاعدة بيانات الشرطة القضائية. 

في مدارس فرنسا، دقيقة الصمت المكرسة للضحايا لم يتم احترامها في بعض الأوقات. حسب صحيفة لو فيغارو أنه في أحد المدارس الابتدائية في سين سان دوني، هناك ما لا يقل عن 80% من تلاميذ القسم رفضوا القيام بدقيقة الصمت. تم عد العديد من مثل هذه الحالات في بضع مؤسسات دراسية في كل فرنسا. رئيس الوزراء مانويل فالس تفاعل مع هذه الحوادث وقال «الذي يمكن أن نقرأه على الأنترنت، المواقف، التي بالتأكيد قليلة، تدل على أن الشر أعمق بكثير، يجب أن نرى بوضوح مالذي يحدث: صعود الطائفية، رفض قيم الجمهورية، ورفض العلمانية. يجب على الجميع تحمل المسؤولية، كل مواطن يهمه الأمر». وزيرة التعليم نجاة فالو بلقاسم قالت أنه وجدت «عقوبات متدرجة حسب خطورة الحالة» وأضافت أنه يتم «إعادة تعبئة مشددة فالمدرسة لقيم الجمهورية». في حالة أخرى تم الاعتداء جسديا على طالب من قبل طلاب مسلمين آخرين في شاتورو (أندر).

في فرنسا، جريمة التمجيد العلني للإرهاب يحاكم عليها بخمس سنوات سجنا و000 75 يورو كخطية، يتم تمديده لسبع سنوات سجنا و000 100 يورو خطية إذا تم في الجريمة استعمال وسيلة اتصال عامة على الإنترنت. لذلك كل شخص قام بتمجيد الإرهاب على هجمات يناير 2015 يمكن أن يتتبع قضائيا. تم تكبير هذه الجريمة بعد قانون 14 نوفمبر 2014 المتعلق بمكافحة الإرهاب عند تحويله لقانون العقوبات، الأمر الذي مدد مدة سقوطه بالتقادم، ولإمكانية الحكم على المتهمين تحت إجراء الحكم الفوري الذي كان ممنوعا حتى سن هذا القانون. 

رجل تم الحكم عليه في 27 يناير بستة أشهر سجن مغلق من قبل المحكمة الجنائية في ستراسبورغ بتهمة «تمجيد الإرهاب إلكترونيا لجريمة في علاقة مع عمل إرهابي» وذلك بعد نشره على فيسبوك بعيد الهجوم صورة لكلاشنيكوف مكتوب تحته «قبلات جيدة من سوريا باي باي شارلي» (bons baisers de Syrie bye bye Charlie). طالب ثانوي ذو 19 عاما مرسم في أورانج (فوكلوز) تم الحكم عليه بسنة سجن مع تأجيل التنفيذ إلى جانب 210 ساعة عمل خدمة مجتمعية بتهمة تمجيد الإرهاب بعد ترحيبه «بالفظائع التي ارتكبها الجهاديين على شبكة اجتماعية». في 13 يناير، صحيفة لوموند أحصت على الأقل 6 محاكمات لأشخاص بتهم «تمجيد الإرهاب وجرائم إرهابية»، وذلك أثناء محاكمات عاجلة، وكانت الأهكام تترواح بين 3 أشهر إلى 4 سنوات سجن مغلق.

في 14 يناير، نشرت وسائل الاعلام الأعداد الهامة لحالات تمجيد الإرهاب والمسلحين في الهجوم الصادرة من قبل وزارة التعليم (حوالي 200 في المدارس العامة على الأقل بينهم 40 بلغت للشرطة) ووزارة العدل (أكثر من 70 تحقيق فتح بتهم تمجيد الإرهاب وتهديدات بعمليات إرهابية)، بينهم واحدة تخص الفنان الكوميدي ديودوني مبالا مبالا.

### ردود الفعل الدولية
في 9 يناير، مؤسسة روبرت شومان أحصت 45 رد فعل من رؤساء الدول ورؤساء الوزراء أتت من 39 دولة ومنظمة دولية. الرمز الأكثر شهرة في مدينة نيويورك، مبنى إمباير ستيت، تلون لمدة 5 دقائق بألوان العلم الفرنسي الأزرق والأبيض والأحمر، لإحياء ذكرى الضحايا في الأحد الذي يلي الحادثة.

#### دعم الضحايا وفرنسا
رؤساء دول ورؤساء وزراء عشرات من دول العالم منهم مسلمين، عبروا سريعا عن إدانتهم الشديدة لهذا العمل ومساندتهم لعائلات الضحايا.

العديد من المؤسسات والشخصيات الإسلامية أدانوا هذا الهجوم، منهم جامعة الأزهر ورئيس حركة النهضة الإسلامية التونسية راشد الغنوشي، وكذلك طارق رمضان، هذا الأخير الذي أدان في نفس الوقت «ازدواجية الخطاب». كذلك سيرو بينيديتيني نائب مدير مكتب إعلام الكرسي الرسولي الذي عبر للصحفيين عن «الإدانية المزدوجة» للفاتيكان، أولا «إدانة العمل الإجرامي وكذلك إدانة التعدي على حرية الصحافة وحرية الاعتقاد». البابا فرنسيس ندد هو الأخر بهذا الهجوم ولكن قال في زيارته إلى الفلبين أنه «هو لو سب أحدهم أمه لضربه بكدمة بيده، فما بالك برسول ديانة كبيرة». 

حسن نصر الله زعيم تنظيم حزب الله اللبناني، قال أن «بعض من مثل هذه الحركات والعمليات التابعة لمنظمات تدعي الإسلام، هي أكثر ما شوه الإسلام في التاريخ»، بدون أن يدين أو يذكر هجمات باريس. من جهتها حركة حماس الفلسطينية أعلنت أنها «تدين هذا الهجوم وأن اختلاف الأراء والمعتقدات لا يفسران ويبرأن القتل».

#### الإعلامية
الصحافة الدولية أعلنت كذلك مساندتها في أغلب الحالات لصحيفة شارلي إبدو. العديد من المقدمين الأمريكيين المشهورين مثل جون ستيوارت وكونان أوبراين وبيل مار أو كذلك جيمي كاميل أعلنوا مساندتهم كذلك للضحايا.

العديد من الصحف الأمريكية، مثل سي إن إن ونيويورك ديلي نيوز وفوكس نيوز وأسوشيتد برس حكت كثيرا عن الحادثة ووضعت في صفاحتها الأولى صورا عن شارلي إبدو. في بريطانيا، الغارديان ودايلي تيليغراف قاموا بنفس الشيء. أحد مسؤولي سي إن إن وهو ريتشارد جريفيثز قال أنهم لن ينشروا صور شارلي إبدو بأنواعها. وكذلك دعا إلى عدم التصوير المقرب من المتظاهرين الذين يرفعون رسوم ساخرة للمجملة وعدم التركيز عليهم. في المقابل واشنطن بوست قامت على أحد صفاحاتها الرئيسية بنشر رسوم مسيئة للرسول تابعة لشارلي إبدو.

وسائل إعلام أنجلوسكسونية أخرى قامت بنفس الشيء منهم بلومبرغ تي في وذو هافنغتون بوست وذا ديلي بيست. 

في 8 يناير، الصحف ال12 الفرانكوفونية في مقاطعة الكيبك وهم، لو جورنال دو كيبك، 24 ساعة مونتريال، لو دوفوار، لو جورنال دو مونتريال، لا براس، لو سولاي، لو كوتيديان، لو دروا، لا تريبون، لا فوا دو لاست، لو نوفاليست ومترو قرروا بصفة جماعية وموحدة بأن ينشروا رسوما كاريكاتورية مسيئة للرسول. الصحيفتين الناطقتان بالإنجليزية في كيبك لم تشاركا في هذا التحالف. قناة إيسي أر دي إي التابعة لجمعية راديو كندا قالت أنها لن تعطي الحق في نشر هذه الرسوم فقط في حالة ورود أخبار هامة.

الاعلام الصيني المراقب من قبل الحزب الشيوعي الصيني نددت بالهجمات المقامة في باريس، وقالت أنه «حان الوقت للعالم الغربي أن ينحني أمام جذور الإرهاب ويرى حدود حرية الصحافة، لكي تتفادى في المستقبل أحداث عنف أخرى».

#### أخرى
عدة وقفات وتجمعات تدعم الضحايا وأسرهم أقيمت في عدة مدن في العالم يوم الحادثة والأيام التي تليها.

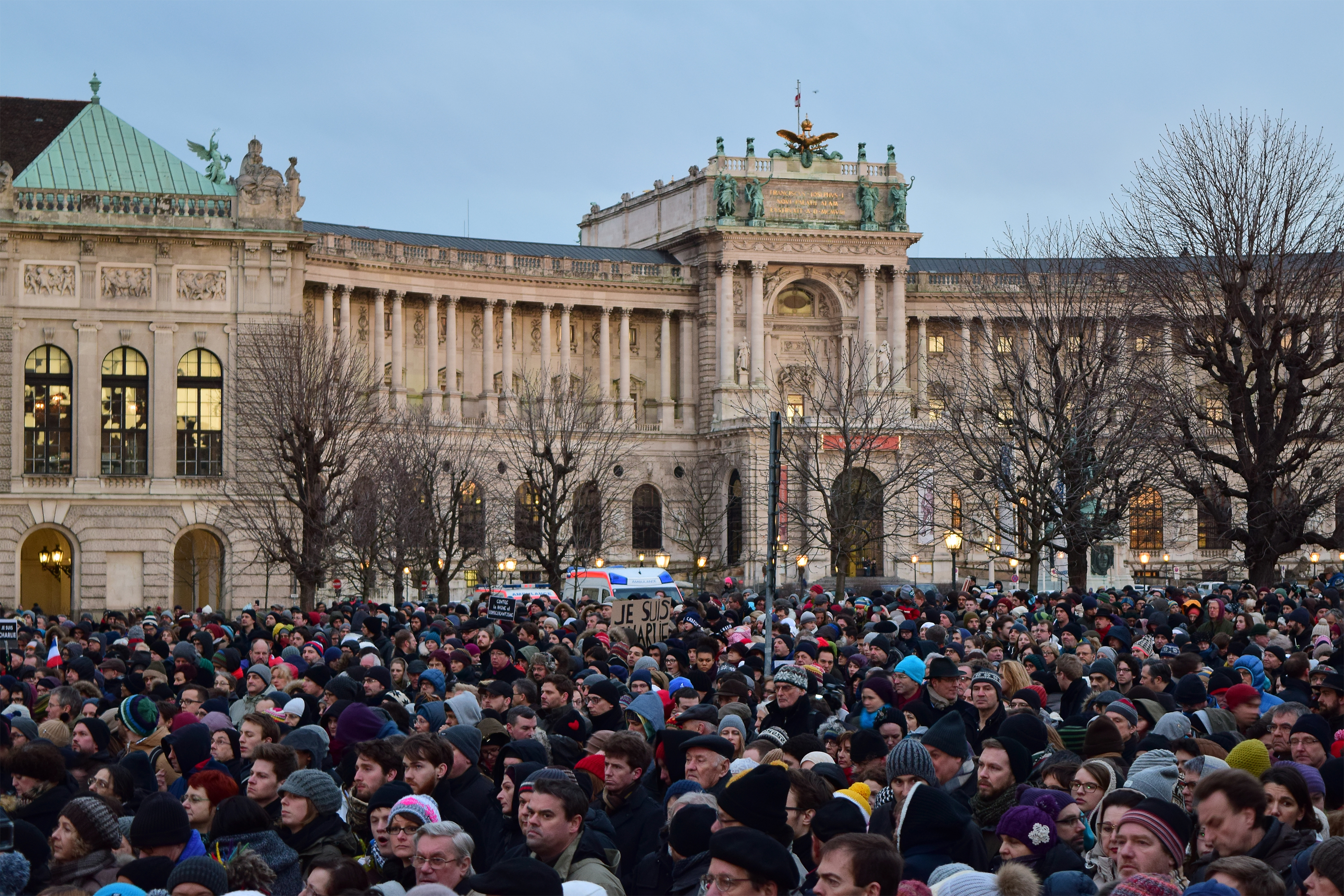
فيينا (النمسا) في 11 يناير 2015.
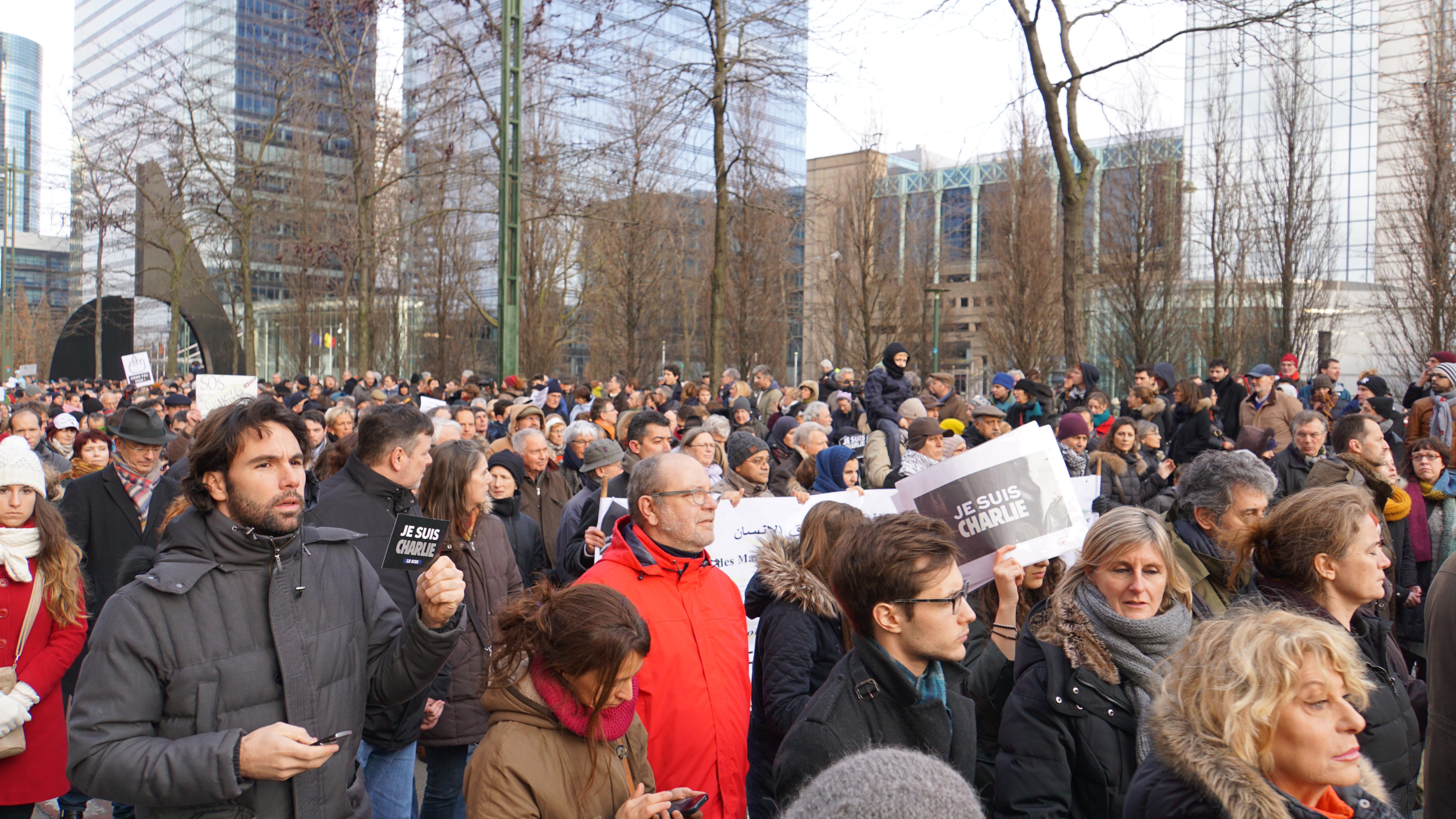
بروكسل (بلجيكا) في 11 يناير 2015.
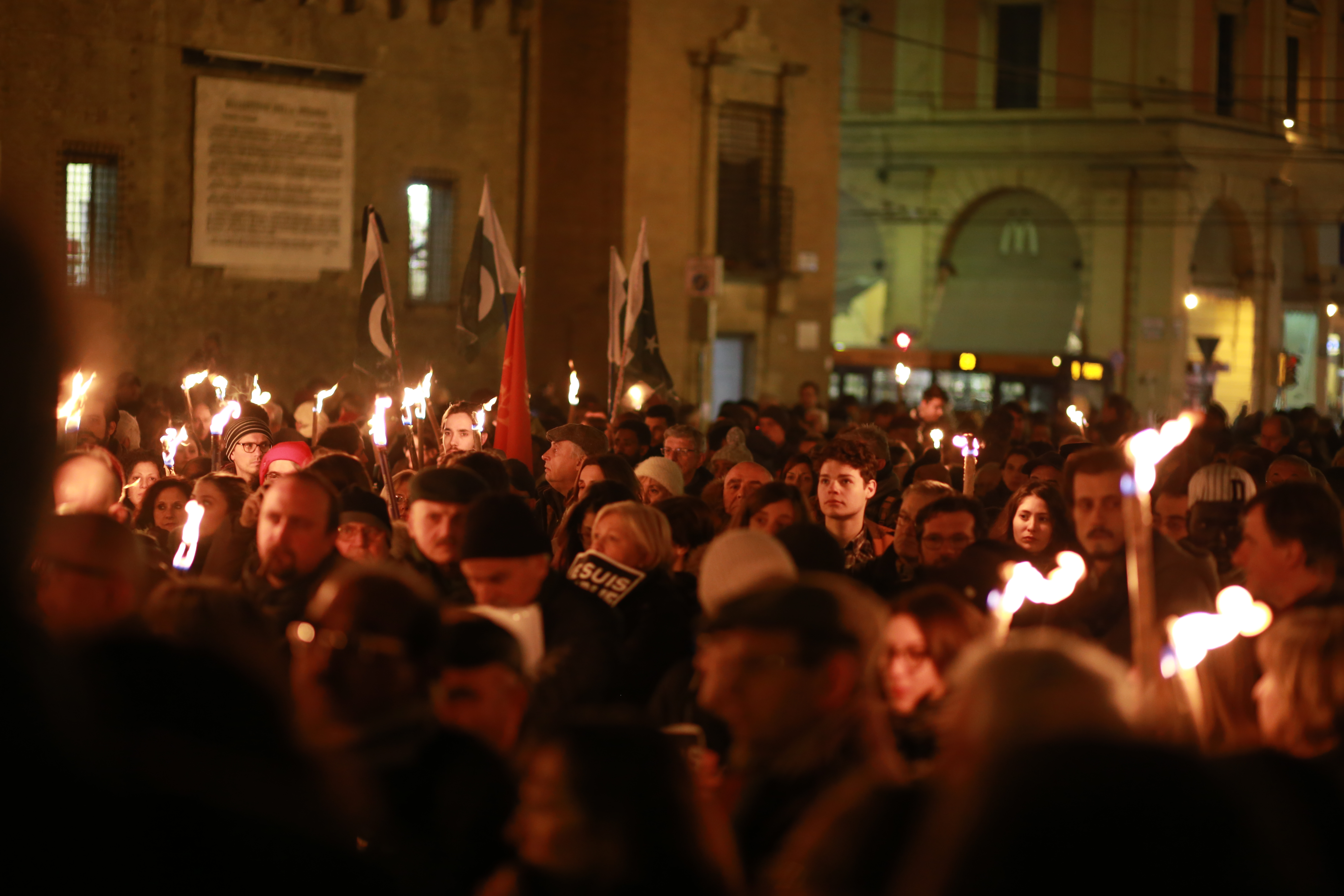
بولونيا (إميليا رومانيا) (إيطاليا) في 9 يناير 2015.
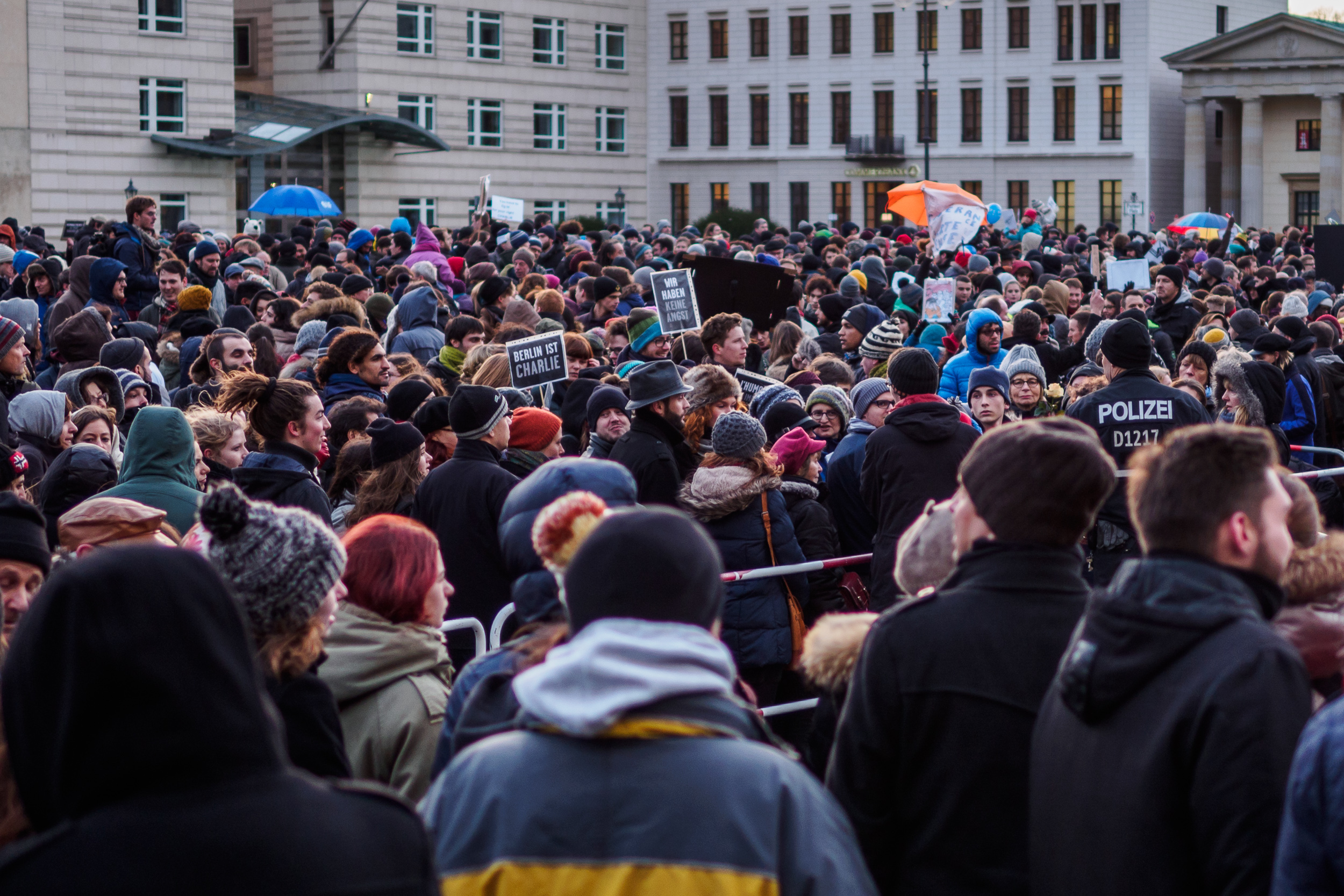
برلين (ألمانيا) في 11 يناير 2015.
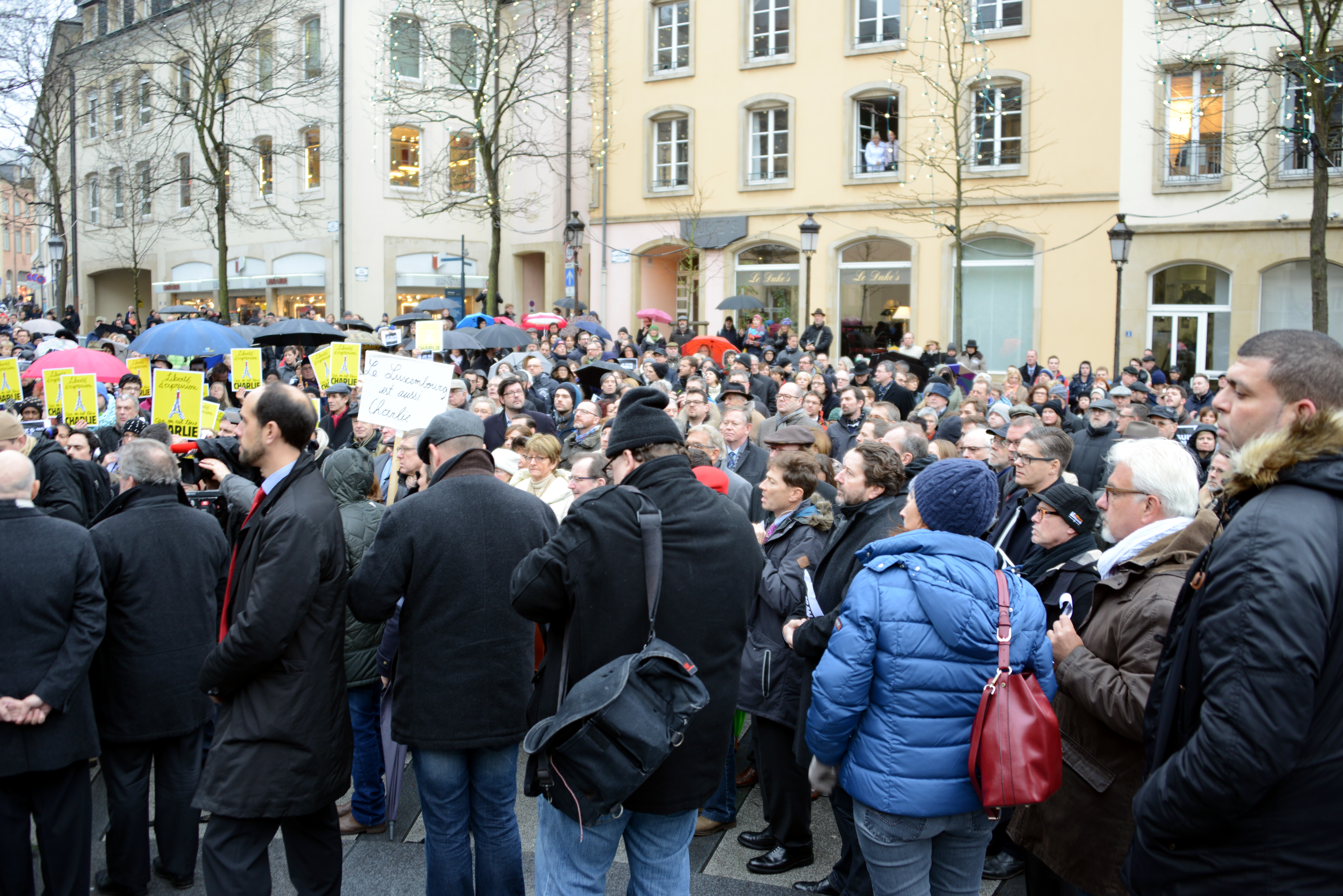
لوكسمبورغ (مدينة) (اللوكسمبورغ) في 8 يناير 2015.
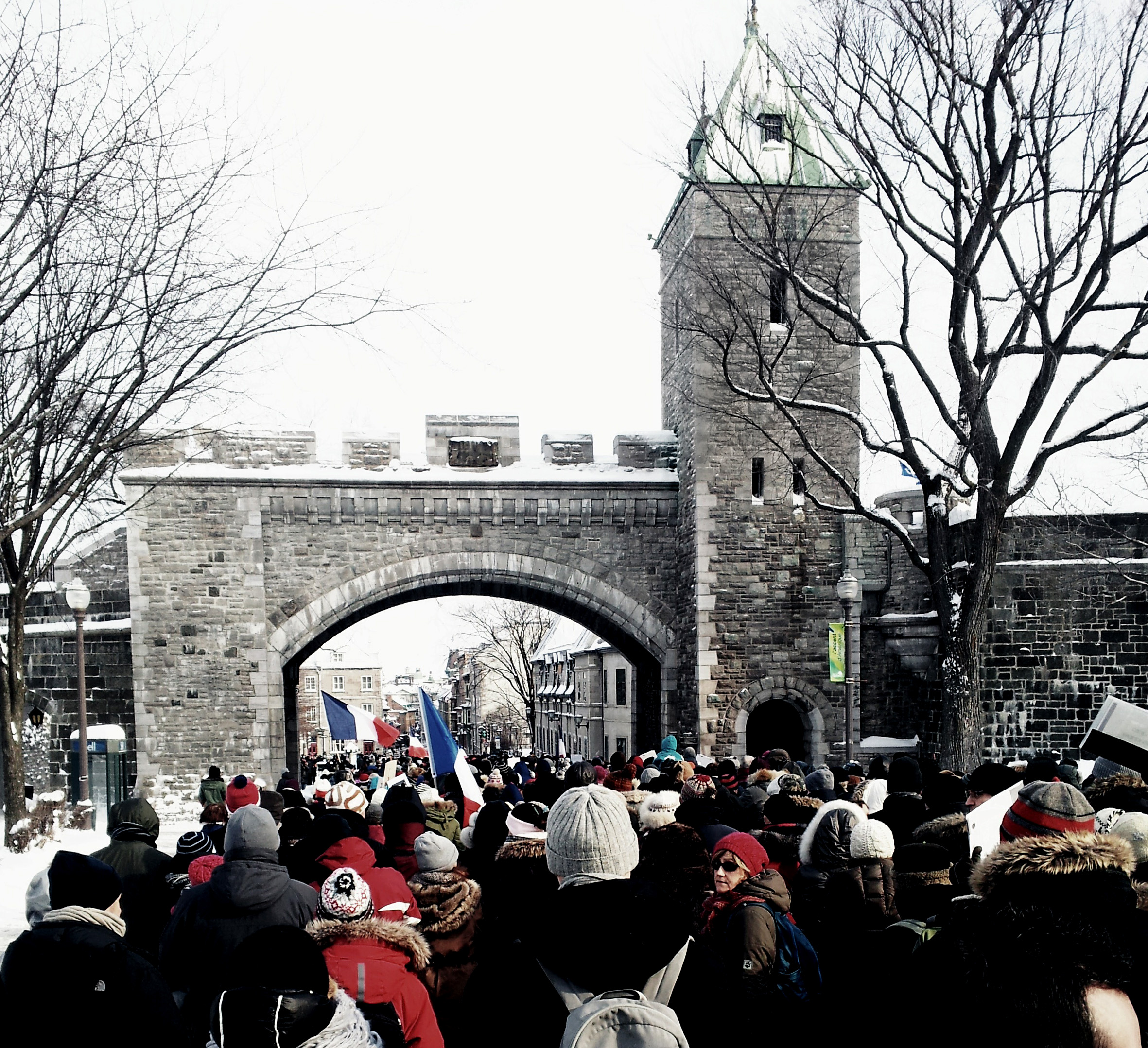
مدينة كيبك (كندا) في 11 يناير 2015.
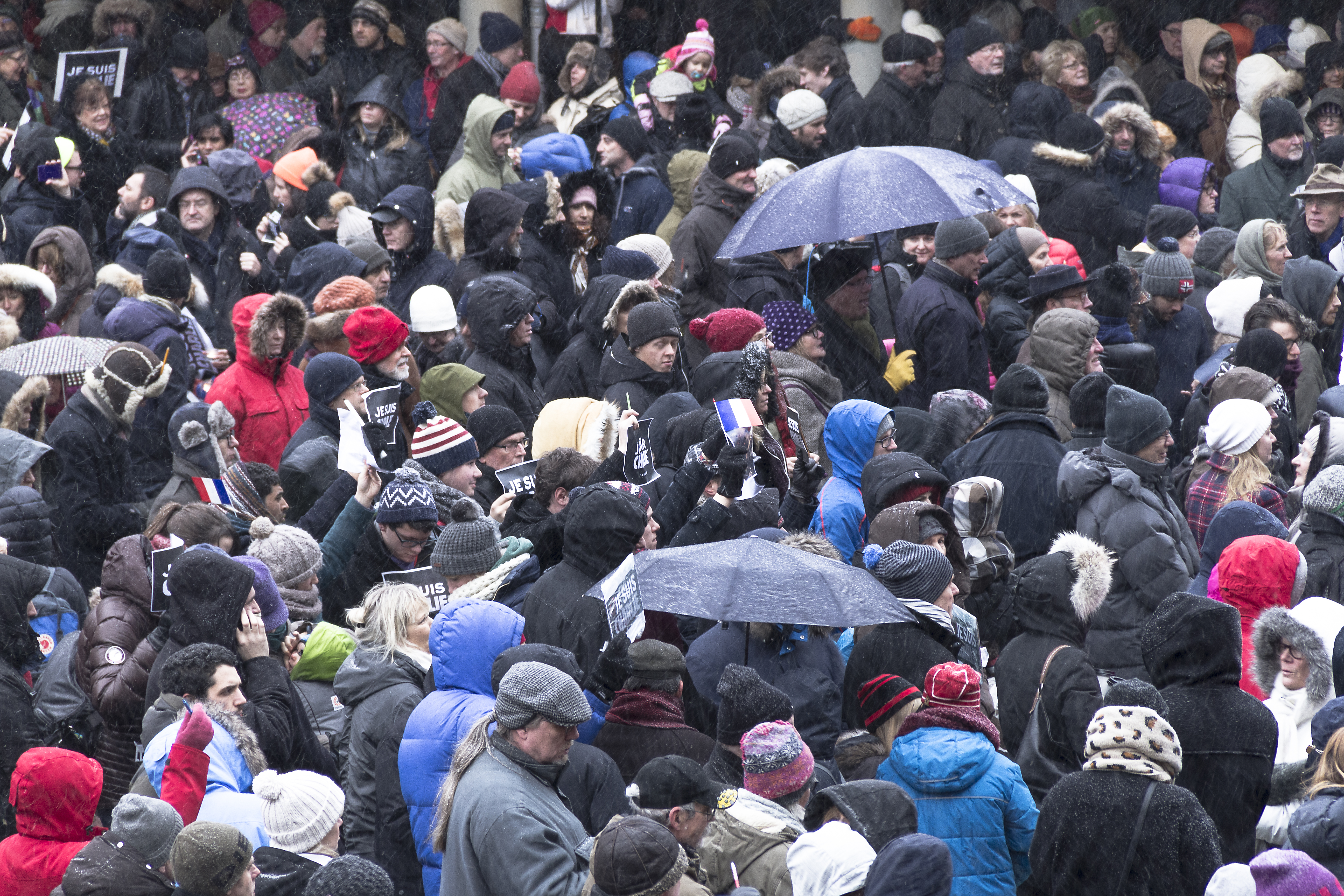
ستوكهولم (السويد) في 11 يناير 2015.
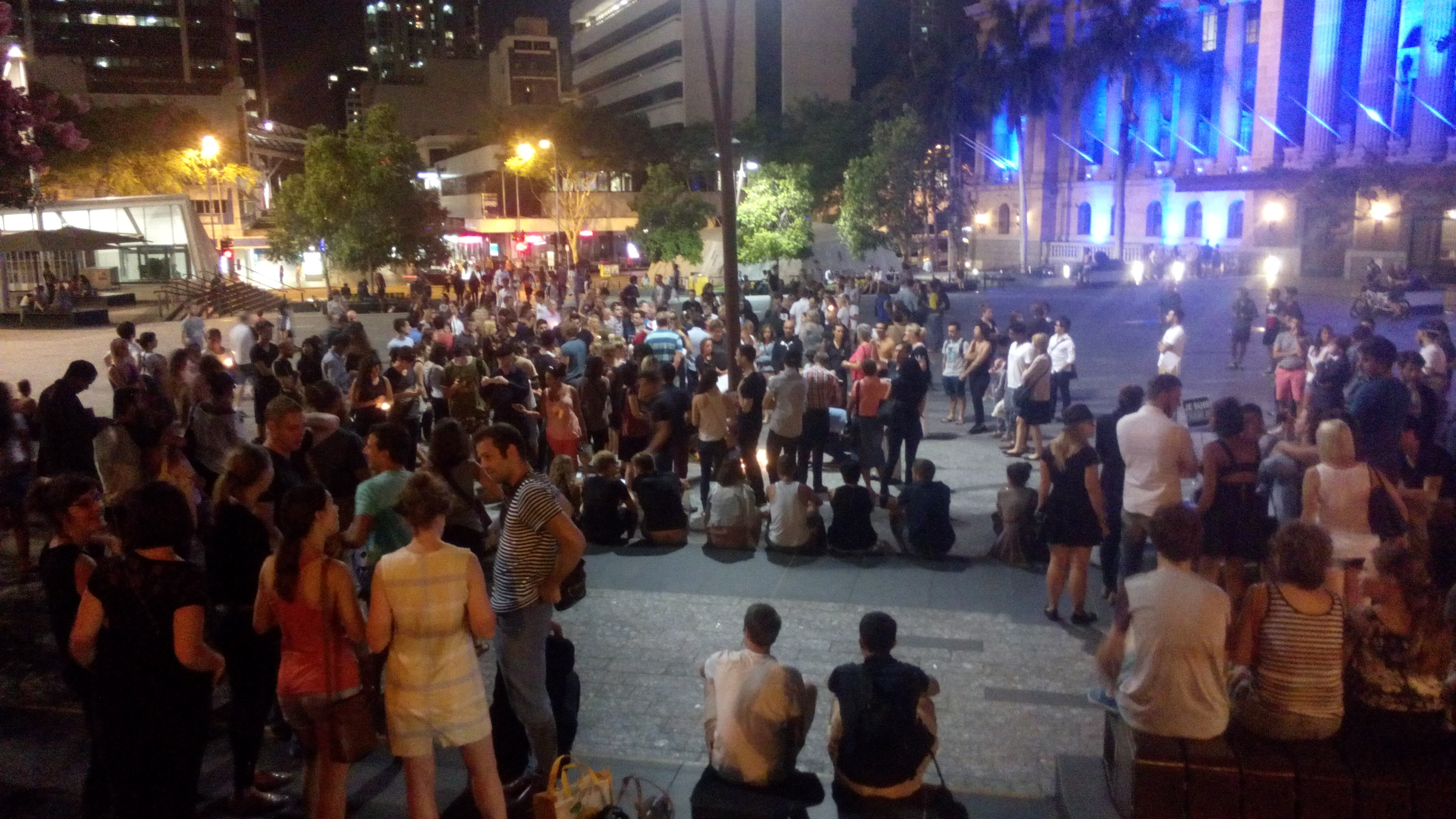
بريزبان (أستراليا) في 8 يناير 2015.
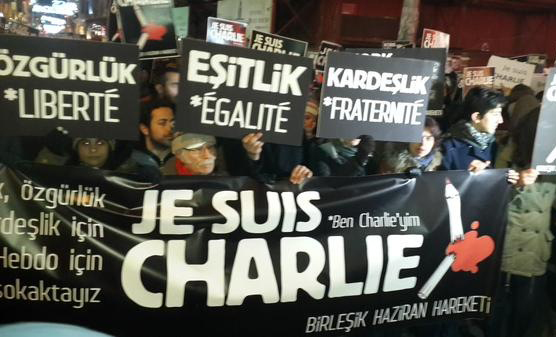
إسطنبول (تركيا) في 8 يناير 2015.

#### دعم المسلحين
تنظيم القاعدة في جزيرة العرب أعلن مسؤوليته عن الهجوم وتبنيه له في بيان في 9 يناير، ولكن عدة ردود فعل تدعم الهجوم عبرت عليها جماعات مسلحة إسلامية أخرى، وهو ما قامت به الدولة الإسلامية والقاعدة في بلاد المغرب الإسلامي والمرابطون وطالبان باكستان وبوكو حرام والشباب. القائمين بهذه الحادثة تم وصفهم «بالأبطال» و«فرسان الحق».

عدة ردود فعل أخرى لوحظت في الجزائر، في لبنان، في الهند على تويتر. عدة مظاهرات ضد شارلي إبدو وداعمة للجهوم أقيمت في النيجر والسنغال.

في تركيا، صحيفة ياني أكيت عنونت الخبر «هجوم على الصحيفة التي أثارت للمسلمين». وصحيفة تركيا عنونت «هجوم على الصحيفة التي أسائت لنبينا»، هذه العنوانين أثارت حفيظة بعض القراء بأنها تساند بطريقة غير مباشرة المسلحين.

أسبوع بعد الحادثة، تم نشر العدد الجديد من شارلي إبدو، أين تم وضع في الصفحة الأولى رسوم مسيئة للرسول، هذه الرسوم أثارت مظاهرات كبيرة وعارمة في العالم الإسلامي. في بعضها المتظاهرو أفشوا تضامنهم مع سعيد كواشي وشريف كواشي وأميدي كوليبالي.

## نتائج
قررت الحكومة الفرنسية رفع التأهب الأمني إلى أقصى درجاته في العاصمة باريس ونواحيها، كما وضعت مقرات وسائل الإعلام والمجمعات التجارية تحت حراسة أمنية مشددة.

بعد الهجوم مباشرة، الحكومة الفرنسية قررت القيام بسن قانون يسمح بغلق مواقع الويب التي تدعو للارهاب في فرنسا وذلك لسد الطريق عن نشر أفكات متطرفة بين مواطنيها.

### الاستغلال التجاري
الحادثة تم استغلالها كذلك تجاريا، أين تم بيع أعداد قديمة لشارلي إبدو في مواقع مزاد علني على الإنترنت بأسعار ضخمة جدا. كذلك تم صنع ملابس وحاجيات عليها صور وعبارات شارلي إبدو. العديد من الشركات حاولت طلب منه علامة أنا شارلي (Je suis Charlie) لتصبح علامة أو ماركة تجارية، لكن كل الطلبات رفضت من قبل المعهد الوطني للملكية الصناعية. مبتكر الشعار وعبارة أنا شارلي بالفرنسية، جواكيم رونسان (Joachim Roncin) عبر عن استيائه وحزنه لمثل هذه الاستغلالات.

### لجنة التحقيق البرلمانية
تم إنشاء لجنة تحقيق برلمانية من قبل الجمعية الوطنية الفرنسية ومجلس الشيوخ الفرنسي للتحقيق ودراسة الحادثة وذلك باجماع كلي من الطبقة السياسية.

### جدال
الأوامر الشديدة التي تدين تمجيد الإرهاب المعطاة من قبل وزيرة العدل كريستيان توبيرا إلى القضاة، أثارت انتقادات الكثيرين من بينهم قضاة ومحامين. خاصة في آخر يناير 2015، تم تحويل طفل عمره 8 سنوات لمركز الشرطة برفقة أبيه، بسبب أن الابن كان قد قال كلاما يمجد الحادثة لم يكن واعي به.

## وصلات خارجية
- ملفات من كومنز  - ويكيميديا كومنز